# نتفلیکس
نِتفلیکس (انگلیسی: Netflix) یک پلتفرم و شرکت تولیدکنندهٔ محتوای برتر آمریکایی است که مقر اصلی آن در لس گاتوس، کالیفرنیا می‌باشد. نتفلیکس در سال ۱۹۹۷ توسط رید هستینگز و مارک راندولف در اسکاتس ولی، کالیفرنیا تأسیس شد. تجارت اصلی این شرکت یک سرویس پخش مبتنی بر اشتراک است که از طریق کتابخانه‌ای از فیلم‌ها و مجموعه‌های تلویزیونی، از جمله آن‌هایی که در داخل تولید می‌شوند، پخش آنلاین می‌کند. در ژانویهٔ ۲۰۲۱ نتفلیکس به ۲۰۳٫۷ میلیون مشترک از جمله ۶۶ میلیون نفر در ایالات متحده رسید. به جز ایران (به دلیل فیلترینگ)، سرزمین اصلی چین (به دلیل محدودیت‌های محلی)، سوریه، کره شمالی و کریمه (به دلیل تحریم‌های آمریکا) در سراسر جهان در دسترس است. در سال ۲۰۲۰ گزارش شد که درآمد عملیاتی نتفلیکس ۱٫۲ میلیارد دلار است. دفترهای این شرکت در بریتانیا، فرانسه، برزیل، هلند، هند، ژاپن و کره جنوبی است. نتفلیکس یکی از اعضای انجمن سینمایی آمریکا (MPA) است که محتوا را از کشورهای سراسر جهان تولید و توزیع می‌کند.
مدل تجاری اولیهٔ نتفلیکس شامل فروش دی‌وی‌دی و اجاره از طریق پست بود اما هاستینگز حدود یک سال پس از تأسیس شرکت، فروش خود را رها کرد تا به کار اجاره دی‌وی‌دی اولیه بپردازد. نتفلیکس ضمن حفظ تجارت اجارهٔ دی‌وی‌دی و بلو-ری، تجارت خود را در سال ۲۰۰۷ با معرفی رسانه‌های جریان‌دار گسترش داد. این شرکت در سال ۲۰۱۰ با پخش جریانی قابل دسترسی در کانادا و به دنبال آن آمریکای لاتین و کارائیب در سطح بین‌المللی گسترش یافت. نتفلیکس در سال ۲۰۱۳ با معرفی نخستین مجموعه تلویزیونی‌اش با عنوان خانهٔ پوشالی وارد صنعت تولید محتوا شد.
از سال ۲۰۱۲ نتفلیکس بیشتر به عنوان تهیه‌کننده و توزیع‌کنندهٔ مجموعه و فیلم تلویزیونی نقش فعالی داشته و برای همین، انواع محتوای نتفلیکس اورجینال را از طریق کتابخانهٔ آنلاین خود ارائه می‌دهد. تا ژانویه ۲۰۱۶، خدمات نتفلیکس در بیش از ۱۹۰ کشور جهان در دسترس بود. نتفلیکس نزدیک به ۱۲۶ مجموعه و فیلم اصلی را در سال ۲۰۱۶ منتشر کرد که بیش از هر شبکه یا کانال کابلی دیگری است. تلاش آن‌ها برای تولید محتوای جدید، تأمین حقوق محتوای اضافی و ایجاد تنوع در ۱۹۰ کشور باعث شده‌است که این شرکت میلیاردها بدهی جمع کند: ۲۱٫۹ میلیارد دلار از سپتامبر ۲۰۱۷ از ۱۶٫۸ میلیارد دلار نسبت به سال قبل. ۶٫۵ میلیارد دلار از این بدهی بلندمدت و باقی‌ماندهٔ آن در تعهدات بلندمدت است. در اکتبر ۲۰۱۸ نتفلیکس اعلام کرد که برای کمک به تأمین محتوای جدید، ۲ میلیارد دلار بدهی دیگر جمع می‌کند. در ۱۰ ژوئیه سال ۲۰۲۰ نتفلیکس با سرمایه‌گذاری در بازار به بزرگترین شرکت سرگرمی/ رسانه تبدیل شد. )راه های درآمد(

## تاریخچه

### تأسیس (۱۹۹۷–۱۹۹۹)
مارک راندولف و رید هستینگز نتفلیکس را در ۲۹ اوت ۱۹۹۷ در اسکاتس ولی، کالیفرنیا تأسیس کردند. راندولف به عنوان مدیر بازاریابی در شرکت هاستینگز، Pure Atria کار می‌کرد. راندولف، MicroWarehouse، یک شرکت سفارش نامه رایانه‌ای، را تأسیس کرد. بورلند بعداً او را به عنوان معاون رئیس بازاریابی استخدام کرد. هاستینگز، دانشمند و ریاضی‌دان کامپیوتر، Pure Atria را در سال ۱۹۹۷ به مبلغ ۷۰۰ میلیون دلار به بزرگترین خرید در سیلیکون‌ولی به شرکت Rational Software Corporation فروخت. این دو در هنگام رفت‌وآمد بین خانه‌های خود در سانتا کروز، کالیفرنی و مقر Pure Atria در سانیوال در حالی که منتظر تصویب ادغام توسط نهادهای نظارتی دولت بودند، به ایدهٔ نتفلیکس رسیدند، اگرچه هاستینگز چندین توضیح مختلف برای چگونگی پیدایش این ایده ارائه داده‌است.
هاستینگز ۲٫۵ میلیون دلار به عنوان سرمایهٔ اولیه برای نتفلیکس سرمایه‌گذاری کرد. راندولف شرکت نوپای تجارت الکترونیک آمازون را ستایش می‌کرد و می‌خواست دستهٔ بزرگی از اقلام قابل حمل را برای فروش از طریق اینترنت با استفاده از یک مدل مشابه پیدا کند. هاستینگز و راندولف نوارهای VHS را برای تهیه بسیار گران‌قیمت و حمل و نقل آنها بسیار ظریف دانستند و رد کردند. هنگامی که آنها در مورد دی‌وی‌دی‌ها شنیدند، که نخستین بار در ۲۴ مارس ۱۹۹۷ در ایالات متحده معرفی شد، مفهوم فروش یا اجاره دی‌وی‌دی را از طریق پست کردن یک دیسک فشرده به خانه هاستینگز در سانتا کروز آزمایش کردند. وقتی دیسک دست نخورده رسید، آنها تصمیم گرفتند ۱۶ میلیارد دلار فروش و اجاره فیلم ویدئویی در خانه را بپردازند. گفته می‌شود هاستینگز پس از جریمهٔ ۴۰ دلاری در یک فروشگاه بلاکباستر ویدئو به دلیل تأخیر برای بازگرداندن نسخه‌ای از آپولو ۱۳ تصمیم گرفت نتفلیکس را راه‌اندازی کند.
نتفلیکس به عنوان نخستین فروشگاه آنلاین اجاره دی‌وی‌دی در جهان، با تنها ۳۰ کارمند و ۹۲۵ عنوان موجود - تقریباً کل کاتالوگ DVDهای آن زمان - با استفاده از مدل پرداخت به ازای هر کرایه، با نرخ و سررسید مشابه، راه‌اندازی شد.

### حق عضویت، پیشنهاد خرید بلاک باستر ویدئو، شروع رشد (۱۹۹۹–۲۰۰۵)
نتفلیکس مفهوم اشتراک ماهانه را در سپتامبر ۱۹۹۹ معرفی کرد، و سپس مدل اجاره تک را در اوایل سال ۲۰۰۰ کنار گذاشت. از آن زمان، این شرکت اعتبار خود را بر اساس مدل کسب‌وکار با هزینه ثابت، اجاره‌های نامحدود و بدون سررسید، هزینه‌های دیرکرد، هزینه‌های حمل و نقل، یا هزینه‌های اجاره هر عنوان ایجاد کرده‌است.
در سال ۲۰۰۰ زمانی که نتفلیکس تقریباً ۳۰۰٫۰۰۰ مشترک داشت و برای تحویل دی‌وی‌دی‌های خود به خدمات پستی ایالات متحده اعتماد می‌کردند، مبلغ ۵۷ میلیون دلار ضرر کرد و بلاک باستر پیشنهاد خرید این شرکت را با مبلغ ۵۰ میلیون دلار مطرح کرد. آنها پیشنهاد کردند که نتفلیکس، به Blockbuster.com تغییر نام یابد و تجارت آنلاین را اداره کند، در حالی که بلاک باستر از دی‌وی‌دی‌ها مراقبت می‌کند و وابستگی آنها به سرویس پستی ایالات متحده کمتر می‌شود. پیشنهاد رد شد.
در حالی که آنها در اوایل سال ۲۰۰۱ رشد سریعی را تجربه کردند، هم حباب دات-کام ترکید و هم حملات ۱۱ سپتامبر در اواخر آن سال رخ داد، این امر به شدت بر شرکت تأثیر گذاشت و آنها را مجبور به اخراج یک سوم از ۱۲۰ کارمند خود کرد. با این حال، بالاخره فروش دستگاه‌های پخش دی‌وی‌دی با مقرون به صرفه تر شدن، با فروش حدود ۲۰۰ دلار در جشن شکرگذاری، تبدیل به یکی از محبوب‌ترین هدایای کریسمس در آن سال شد. در اوایل سال ۲۰۰۲ نتفلیکس شاهد افزایش چشمگیری در مشاغل اشتراکی خود بود.
نتفلیکس با عرضه ۵٫۵ میلیون سهم سهام عادی با قیمت ۱۵٫۰۰ دلار آمریکا برای هر سهم، عرضهٔ اولیهٔ سهام (IPO) را در ۲۹ مه ۲۰۰۲ آغاز کرد. در ۱۴ ژوئن ۲۰۰۲ این شرکت ۸۲۵٬۰۰۰ سهم سهام عادی اضافی را با همان قیمت فروخت. نتفلیکس پس از متحمل شدن خسارات قابل توجه در طی چند سال اول، نخستین سود خود را در سال ۲۰۰۳ ثبت کرد و ۶٫۵ میلیون دلار سود از درآمد ۲۷۲ میلیون دلاری کسب کرد. در سال ۲۰۰۵ ۳۵۰۰۰ فیلم مختلف در دسترس بود و نتفلیکس هر روز ۱ میلیون دی‌وی‌دی ارسال می‌کرد.
راندولف، تولیدکننده اصلی و عضو هیئت مدیره نتفلیکس، در سال ۲۰۰۴ از شرکت بازنشسته شد.
در سال ۲۰۰۴ به دلیل تبلیغات دروغین در رابطه با ادعاهای «اجارهٔ نامحدود» با «تحویل یک روزه» علیه نتفلیکس شکایت شد.

### تسلط سرگرمی، حضور و رشد مداوم (۲۰۱۴–۲۰۱۲)
نتفلیکس یکی از موفق‌ترین مشاغل dot-com بوده‌است. در سپتامبر ۲۰۰۲ نیویورک تایمز گزارش داد که، در آن زمان، نتفلیکس حدود ۱۹۰٬۰۰۰ دیسک در روز برای ۶۷۰٬۰۰۰ مشترک ماهانه خود پست کرده‌است. شمار مشترکان منتشرشدهٔ این شرکت از یک میلیون در سه‌ماههٔ چهارم سال ۲۰۰۲ به حدود ۵٫۶ میلیون نفر در پایان سه‌ماههٔ سوم ۲۰۰۶ و به ۱۴ میلیون نفر در مارس ۲۰۱۰ افزایش یافت. رشد سریع نتفلیکس با گسترش سریع پخش‌کننده‌های دی‌وی‌دی در خانواده‌ها تقویت شد. در سال ۲۰۰۴ تقریباً دو سوم خانه‌های ایالات متحده دارای دستگاه پخش دی‌وی‌دی بودند. نتفلیکس با موفقیت در زمینهٔ دی‌وی‌دی و گسترش سریع آن در خانه‌های ایالات متحده، ادغام پتانسیل اینترنت و تجارت الکترونیکی برای ارائه خدمات و کاتالوگ به موفقیت زیادی رسید. نتفلیکس همچنین یک برنامه وابسته آنلاین را اجرا می‌کند که به فروش آنلاین برای اجاره دی‌وی‌دی نیز کمک کرده‌است. این شرکت زمان تعطیلات نامحدودی را برای کارگران حقوق بگیر ارائه می‌دهد و به کارمندان اجازه می‌دهد هر مقدار از حقوق و دستمزد خود را در اختیار سهام بگذارند.
تا سال ۲۰۱۰ کار جریان نتفلیکس به سرعت رشد کرده بود به طوری که طی چند ماه این شرکت از عصر سریع‌ترین مشتری سرویس درجه یک خدمات پستی ایالات متحده آمریکا به بزرگترین منبع ترافیک جریان اینترنت در شب در آمریکای شمالی تبدیل شد. در نوامبر، ارائه خدمات پخش مستقل جدا از اجاره دی‌وی‌دی را آغاز کرد.
در ۱۸ سپتامبر ۲۰۱۱ نتفلیکس اهداف خود را برای تغییر نام تجاری و تغییر ساختار خدمات اجاره رسانه‌های خانگی دی‌وی‌دی خود به عنوان یک شرکت تابعه مستقل به نام Qwikster اعلام کرد و خدمات کرایه و پخش دی‌وی‌دی را از هم جدا کرد. اندی رندیچ، با سابقه ۱۲ سال خدمت در نتفلیکس، قرار بود مدیرعامل Qwikster باشد. Qwikster بازی‌های ویدیویی را بر عهده می‌گرفت. با این حال، در اکتبر ۲۰۱۱ نتفلیکس اعلام کرد که سرویس دی‌وی‌دی خود را تحت نام نتفلیکس حفظ خواهد کرد و در واقع Qwikster را برای آن منظور ایجاد نمی‌کند.

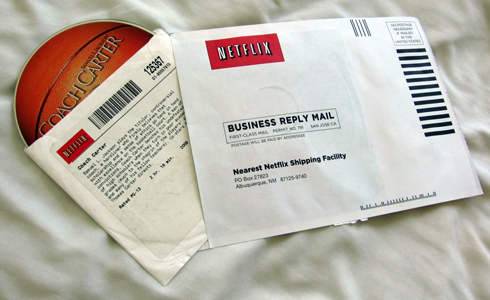
بستهٔ بازشدهٔ اجاره‌ای نتفلیکس همراه با دی‌وی‌دی مربی کارتر

در آوریل ۲۰۱۱ نتفلیکس بیش از ۲۳ میلیون مشترک در ایالات متحده و بیش از ۲۶ میلیون مشترک در سراسر جهان داشت. در ژوئیه ۲۰۱۱ نتفلیکس قیمت‌های خود را تغییر داد و خدمات اجاره نامه پست الکترونیکی و سرویس پخش جریانی خود را به‌طور جداگانه از مشتریان دریافت کرد. این به معنای افزایش قیمت برای مشتریانی بود که می‌خواستند دریافت هر دو سرویس را ادامه دهند. در ۲۴ اکتبر، نتفلیکس ۸۰۰٫۰۰۰ مشترک را در سه‌ماهه سوم ۲۰۱۱ در ایالات متحده اعلام کرد و انتظار می‌رفت که در سه‌ماهه چهارم ۲۰۱۱ زیان بیشتری داشته باشد. با این حال درآمد نتفلیکس برای سه‌ماهه سوم ۲۰۱۱ ۶۳٪ جهش کرد. در طول سال، کل درآمد دیجیتال نتفلیکس حداقل به ۱٫۵ میلیارد دلار رسیده‌است. در ۲۶ ژانویه ۲۰۱۲ نتفلیکس ۶۱۰٬۰۰۰ مشترک در ایالات متحده تا پایان سه‌ماهه چهارم ۲۰۱۱ اضافه کرد که در مجموع ۲۴٫۴ میلیون مشترک ایالات متحده برای این دوره زمانی است. با این حال، در ۲۳ اکتبر، نتفلیکس از کاهش ۸۸ درصدی سود برای سه‌ماهه سوم سال خبر داد.
در آوریل ۲۰۱۲ نتفلیکس برای تشکیل کمیته اقدامات سیاسی (PAC) به نام FLIXPAC به کمیسیون فدرال انتخابات (FEC) مراجعه کرد. پلیتیکو از PAC، مستقر در لس گاتوس، کالیفرنیا، به عنوان «یکی دیگر از ابزارهای سیاسی تحت فشار قرار دادن یک مالکیت فکری، برنامه ضد ویدئو» نام برد. پس از انتشار این خبر، گروه انانیموس خواستار تحریم نتفلیکس شد. سخنگوی نتفلیکس، جوریس اِورس اظهار داشت که PAC برای حمایت از قانون توقف سرقت آنلاین (SOPA) و قانون حفاظت از آی‌پی (PIPA) تنظیم نشده‌است، و در توئیتر اعلام کرد که هدف «درگیر کردن در مواردی مانند بی‌طرفی شبکه، سیاست استفادهٔ منصفانه، UBB و VPPA» بوده‌است.
در فوریه ۲۰۱۳ نتفلیکس اعلام کرد که میزبان مراسم اهدای جوایز خود، Flixies است. در ۱۳ مارس ۲۰۱۳ نتفلیکس اعلام کرد که یک اجرای فیسبوک ایجاد کرده و به مشترکان ایالات متحده اجازه می‌دهد تا با توافق به موارد مشاهده شده توسط دوستان شماً و «موارد دلخواه دوستان» دسترسی پیدا کنند. این توافق قانونی نبود تا اینکه قانون حمایت از حریم خصوصی ویدیو در سال ۱۹۸۸ در اوایل سال ۲۰۱۳ اصلاح شد.

### معرفی ویدیوی درخواستی، کاهش فروش دی‌وی‌دی، گسترش جهانی (۲۰۰۵ تا کنون)
مدتی بود که این شرکت ارائه فیلم به صورت آنلاین را در نظر گرفته بود، اما در اواسط دهه ۲۰۰۰ بود که سرعت داده‌ها و هزینه‌های پهنای باند به اندازه کافی بهبود یافته بود تا به مشتریان امکان دانلود فیلم از شبکه را بدهد. ایده اصلی "Netflix box" بود که می‌توانست یک شبه فیلم‌ها را بارگیری کرده، و برای تماشای روز بعد آماده کند. تا سال ۲۰۰۵ آنها حقوق فیلم را به دست آوردند و جعبه و سرویس را طراحی کردند و آماده بودند که با آن به نمایش عمومی درآیند. اما پس از کشف یوتیوب و مشاهده محبوبیت خدمات پخش جریانی علی‌رغم کمبود محتوای با کیفیت بالا، مفهوم استفاده از دستگاه سخت‌افزاری کنار گذاشته شد و به جای آن مفهوم پخش جریانی جایگزین شد، پروژه ای که در سال ۲۰۰۷ تکمیل شد.
نتفلیکس یک سیستم توصیه شخصی ویدئویی گسترده و مبتنی بر رتبه‌بندی و بررسی توسط مشتریان خود ایجاد و نگهداری می‌کند. در ۱ اکتبر ۲۰۰۶ نتفلیکس یک جایزه ۱٬۰۰۰٬۰۰۰ دلاری به نخستین توسعه دهنده الگوریتم توصیه ویدیو که بتواند الگوریتم موجود آن Cinematch را شکست دهد، در پیش‌بینی بیش از ۱۰٪ از امتیازات مشتری ارائه داد.
در فوریه ۲۰۰۷ این شرکت میلیاردرمین دی‌وی‌دی خود را تحویل داد و با معرفی ویدئو هنگام درخواست، شروع به دور شدن از مدل اصلی تجارت دی‌وی‌دی خود کرد. نتفلیکس با کاهش فروش دی‌وی‌دی از سال ۲۰۰۶ تا ۲۰۱۱ رشد کرد.
یکی دیگر از عوامل مؤثر در موفقیت اجاره دی‌وی‌دی آنلاین این شرکت این بود که دارای عنوان‌های انتخابی بسیار بیشتری نسبت به مراکز اجاره بلاک باستر بود. اما هنگامی که آنها شروع به ارائه محتوای پخش جریانی رایگان به مشترکان در سال ۲۰۰۷ کردند، این محصول نمی‌توانست بیش از ۱۰۰۰ فیلم و نمایش تلویزیونی ارائه دهد، فقط ۱٪ در مقایسه با بیش از ۱۰۰۰۰۰ عنوان مختلف DVD. با افزایش محبوبیت، شمار عنوان‌های موجود برای پخش نیز در حال افزایش بود و در ژوئن ۲۰۰۹ به ۱۲۰۰۰ فیلم و نمایش رسیده بود. یکی از نکات کلیدی در مورد نتفلیکس این بود که این یک سیستم توصیه شده به نام Cinematch دارد که نه تنها با ایجاد هزینه سوئیچ بینندگان را ملزم به پیوستن به این سرویس می‌کند، بلکه فیلم‌هایی را ارائه می‌دهد که دست کم گرفته شده‌اند تا مشتریان بتوانند آن فیلم‌ها را نیز از توصیه‌های خود مشاهده کنند. این ویژگی نه تنها به نفع نتفلیکس بود بلکه به نفع بینندگان آن و استودیوهایی بود که در مقایسه با سایرین جزئی بودند.
در ژانویه ۲۰۱۳ نتفلیکس گزارش داد که در سه‌ماهه چهارم سال ۲۰۱۲ دو میلیون مشتری ایالات متحده اضافه کرده‌است که در مجموع ۲۷٫۱ میلیون مشتری جریان ایالات متحده و ۲۹٫۴ میلیون مشتری کل جریان دارند. به‌علاوه، درآمد ۸٪ تا ۹۴۵ میلیون دلار برای مدت مشابه افزایش داشت. این شمار در آوریل ۲۰۱۳ به ۳۶٫۳ میلیون مشترک (۲۹٫۲ میلیون در ایالات متحده) افزایش یافت. از سپتامبر ۲۰۱۳ برای گزارش سه‌ماهه سوم آن سال، نتفلیکس مجموع مشترکان جریان جهانی خود را ۴۰٫۴ میلیون نفر (۳۱٫۲ میلیون نفر در ایالات متحده) گزارش کرد. تا سه‌ماهه چهارم سال ۲۰۱۳ نتفلیکس ۳۳٫۱ میلیون مشترک ایالات متحده را گزارش کرد. تا سپتامبر ۲۰۱۴ نتفلیکس در بیش از ۴۰ کشور مشترک داشت و قصد داشت خدمات خود را در کشورهای غیرقابل دسترسی گسترش دهد. تا اکتبر ۲۰۱۸ شمار مشتریان نتفلیکس به ۱۳۷ میلیون نفر در سراسر جهان رسید، که رتبه خود را به عنوان بزرگترین سرویس آنلاین اشتراک فیلم جهان تأیید می‌کند.

### محتوای اصلی نتفلیکس اولیه (۲۰۰۶–۲۰۰۸)
نتفلیکس نقش برجسته‌ای در توزیع فیلم مستقل داشته‌است. از طریق بخش سرگرمی پاکت سرخ، نتفلیکس فیلم‌های مستقلی مانند متولد روسپی‌خانه و Sherrybaby را توزیع کرد. از اواخر سال ۲۰۰۶ سرگرمی پاکت سرخ همچنین به تولید محتوای اصلی با فیلمسازانی مانند جان واترز گسترش یافت. در سال ۲۰۰۸ نتفلیکس پاکت سرخ را، برای جلوگیری از رقابت شرکای استودیوی خود با یکدیگر، تعطیل کرد.

### تغییر نام تجاری و گسترش بین‌المللی گسترده‌تر (۲۰۱۴ تا کنون)
در آوریل ۲۰۱۴ نتفلیکس به ۵۰ میلیون مشترک جهانی با ۳۲٫۳ درصد سهم بازار جریان فیلم در ایالات متحده نزدیک شد. نتفلیکس در ۴۱ کشور در سراسر جهان فعالیت می‌کرد. در ژوئن ۲۰۱۴ نتفلیکس از یک علامت تجاری جهانی رونمایی کرد: یک آرم جدید، که از نوع متن مدرن و سایه‌انداز حذف شده و UI وب سایت جدید استفاده می‌کند. این تغییر بحث‌برانگیز بود. برخی طراحی مینیمالیستی جدید را دوست داشتند، در حالی که دیگران با رابط کاربری قدیمی احساس راحتی بیشتری می‌کردند. در ژوئیه ۲۰۱۴ نتفلیکس از ۵۰ میلیون مشترک جهانی پیشی گرفت که ۳۶ میلیون نفراز مشترکان در ایالات متحده بودند.
به دنبال راه‌اندازی دردویل در آوریل ۲۰۱۵ مدیر عملیات محتوای نتفلیکس، تریسی رایت، اعلام کرد که Netflix پشتیبانی از توصیف صوتی (یک آهنگ روایت که شامل توصیف شنیداری از عناصر بصری کلیدی برای نابینایان یا کم بینایان است) اضافه کرده و شروع به کار با شرکای خود برای اضافه کردن توضیحات به سایر مجموعه‌های اصلی نتفلیکس کرده‌است. در همان سال به عنوان بخشی از توافق با شورای نابینایان آمریکایی، نتفلیکس توافق کرد که ظرف ۳۰ روز از شروع نمایش، توضیحات مربوط به مجموعه اصلی خود را ارائه دهد و پشتیبانی از صفحه‌خوان و توانایی مرور محتوا را با در دسترس بودن توضیحات اضافه کند.
در نمایشگاه بین‌المللی سی‌ئی‌اس ۲۰۱۶ نتفلیکس از گسترش بین‌المللی خدمات خود به ۱۵۰ کشور دیگر خبر داد. نتفلیکس تبلیغ کرد که با این گسترش، اکنون تقریباً در همه کشورهایی که این شرکت ممکن است به صورت قانونی یا لجستیکی فعالیت کند، فعالیت خواهد کرد. یک استثنا قابل توجه چین بود، با اشاره به موانع عملکرد اینترنت و خدمات رسانه ای دراین کشور به دلیل جو نظارتی آن. رید هستینگز اظهار داشت که این شرکت قصد دارد با شرکت‌های رسانه ای محلی که می‌توانند به عنوان شریک توزیع محتوای آن کشور (با هدف تمرکز بیشتر بر روی محتوای اصلی آن) شریک باشند، ارتباط برقرار کند، اما اظهار داشت که آنها هیچ عجله‌ای ندارند و بنابراین می‌تواند سال‌های زیادی طول بکشد.
همچنین در ژانویه ۲۰۱۶ نتفلیکس اعلام کرد که مسدود کردن وی‌پی‌ان (VPN) را آغاز می‌کند زیرا می‌توان از آنها برای تماشای فیلم از کشوری که در دسترس نیستند استفاده کرد. نتیجهٔ انسداد VPN این است که افراد فقط می‌توانند فیلم‌های موجود در سراسر جهان را تماشا کنند و سایر فیلم‌ها از نتایج جستجو پنهان هستند، اما می‌توان آنها را در وب سایت غیررسمی جستجوی جهانی آنلاین نتفلیکس (uNoGS) یافت. در همان زمان، نتفلیکس ۷۴٫۸ میلیون مشترک گزارش داد و پیش‌بینی کرد که این شمار ۶٫۱ میلیون نفر دیگر تا مارس ۲۰۱۶ اضافه شود. رشد جهانی اشتراک با گسترش جهانی آن تقویت شده‌است. در پایان سال، نتفلیکس ویژگی دیگری را اضافه کرد تا به مشتریان امکان دانلود و پخش فیلم‌ها و نمایش‌های مشخص در حالت آفلاین را می‌دهد.
در فوریه ۲۰۱۷ نتفلیکس یک قرارداد انتشار موسیقی با بی‌ام‌جی رایتز منیج‌منت امضا کرد، به گونه ای که BMG بر حقوق خارج از ایالات متحده برای موسیقی مرتبط با محتوای اصلی نتفلیکس نظارت خواهد کرد. نتفلیکس همچنان در ایالات متحده این وظایف را عهده‌دار است. در ۱۷ آوریل ۲۰۱۷ گزارش شد که نتفلیکس در حال نزدیک شدن به ۱۰۰ میلیون مشترک است. در ۲۵ آوریل ۲۰۱۷ نتفلیکس اعلام کرد که با سرویس جریان آی‌چی‌یی متعلق به بایدو به یک قرارداد صدور مجوز در چین رسیده‌است تا اجازه دهد محتوای اصلی نتفلیکس در این کشور بر روی سیستم عامل توزیع شود. لس آنجلس تایمز اظهار داشت: «مجموعه‌ها و فیلم‌های نتفلیکس بیش از یک سوم بارگیری در اینترنت را در آمریکای شمالی تشکیل می‌دهند».
در ۲۲ ژانویه ۲۰۱۸ این شرکت از ۱۰۰ میلیارد دلار سرمایه بازار عبور کرد و به بزرگترین شرکت رسانه‌های دیجیتال و سرگرمی در جهان تبدیل شد، بزرگتر از هر شرکت رسانه‌های سنتی به جز AT&T , Comcast و Disney و ۵۹ امین شرکت تجاری عمومی بزرگ در شاخص S&P 500 ایالات متحده شد.
در ۲ مارس ۲۰۱۸ قیمت سهام نتفلیکس به بالاترین سطح خود در تاریخ، با ۳۰۱٫۰۵ دلار رسید و هدف ۱۲ ماهه خود را که ۳۰۰٫۰۰ دلار بود، شکست داد و جلسه را با سرمایه ۱۳۰ میلیارد دلار به پایان رساند که نتفلیکس را با غول‌های رسانه‌های سنتی مانند شرکت والت دیزنی (۱۵۵ میلیارد دلار) و کامکست (۱۶۹ میلیارد دلار) هم تراز کرد. روز بعد، رسانهٔ انگلیسی، Sky توافق جدیدی را با نتفلیکس برای ادغام اشتراک VOD و اشتراک نتفلیکس در سرویس تلویزیون پولی خود اعلام کرد. مشتریان با جعبه تنظیم بالا و خدمات Sky Q می‌توانند عنوان‌های نتفلیکس را در کنار کانال‌های عادی Sky خود مشاهده کنند.
در ژوئیه ۲۰۱۸ اعلام شد که نتفلیکس با استراتژیست ارشد جوایز هالیوود، لیزا تاباک، برای خرید شرکت مشاوره مستقل LT-LA خود و انتقال و پخش، قرارداد منعقد کرده‌است. این معامله به لیزا تاباک عنوان VP Talent Relationshipها را می‌بخشد. لیزا تاباک همچنین تیم‌های استعدادیابی و جوایز شرکت را هدایت می‌کند. این بدان معنی است که او خدمات خود را به‌طور انحصاری به نتفلیکس ارائه خواهد داد.
طبق گزارش پدیده جهانی اینترنت نتفلیکس ۱۵٪ از کل پهنای باند اینترنت را در سطح جهان مصرف می‌کند که بیشترین میزان مصرف توسط هر برنامه کاربردی است.
در اکتبر ۲۰۱۸ نتفلیکس ABQ Studios، یک مرکز تولید فیلم و تلویزیون با هشت مرحله صدا در آلبوکرک، نیومکزیکو را خریداری کرد. قیمت خرید گزارش شده زیر ۳۰ میلیون دلار بود.
نتفلیکس به عنوان نخستین سرویس پخش جریانی که به عضویت انجمن درآمد، در ۲۲ ژانویه ۲۰۱۹ برای عضویت در انجمن سینمایی آمریکا (MPAA) درخواست و تأیید شد.
در آوریل ۲۰۱۹ اعلام شد که نتفلیکس به دنبال خرید تئاتر مصر Grauman از سینماتک آمریکایی است تا از آن به عنوان یک مکان ویژه برای برخی رویدادهایش استفاده کند.
در ژوئیه ۲۰۱۹ نتفلیکس اعلام کرد که به عنوان بخشی از معامله با گروه Pinewood، در حال بازکردن یک مرکز در استودیوهای شپرتون است.
در طی دنیاگیری کووید-۱۹ در سال ۲۰۲۰ که بسیاری از سینماهای دنیا تعطیل شدند، نتفلیکس ۱۶ میلیون مشترک جدید به دست آورد که تقریباً نتیجه ماه‌های پایانی سال ۲۰۱۹ را دو برابر می‌کند.
در ۳۰ ژوئیه ۲۰۲۰ مشخص شد که نتفلیکس روی آینه سیاه، چارلی بروکر و طراح لباس، آنابل جونز در نخستین معامله از نوع خود برای پخش در انگلیس سرمایه‌گذاری کرده‌است. نتفلیکس با حدود ۱۰۰ میلیون دلار کنترل کامل این شرکت را در دست خواهد گرفت. اخیراً، نتفلیکس از بازسازی در زمینه سرگرمی خبر داد. در سپتامبر ۲۰۲۰ هاستینگز کتابی در نتفلیکس منتشر کرد با عنوان No Rules Rules: Netflix and the Culture of Reinvention، که توسط ارین میر تألیف شده‌است. تا اکتبر سال ۲۰۲۰ نتفلیکس بیش از ۱۹۵ میلیون اشتراک پرداخت در سراسر جهان داشت، که ۷۳ میلیون در ایالات متحده بودند.

## مالکیت
از سال ۲۰۱۷ سهام نتفلیکس عمدتاً توسط سرمایه‌گذاران نهادی، از جمله کپیتال گروپ، گروه گروه ونگارد، بلک‌راک و دیگران است.

## فرهنگ سازمانی
نتفلیکس در مورد تصمیمات شغلی، هزینه‌ها و تعطیلات به کلیه کارمندان اختیار بسیار گسترده‌ای می‌بخشد - اما در عوض انتظار دارد کارکنان عملکردی مداوم داشته باشند.
در مورد فرهنگ سختگیرانه، هاستینگز گفته‌است که «شما باید هر سال شغل خود را در نتفلیکس به‌دست آورید» و «بدون شک کار کردن برای نتفلیکس سخت است». هاستینگز کار در نتفلیکس را با دو و میدانی مقایسه کرده و می‌گوید: ورزشکاران حرفه ای از امنیت شغلی طولانی مدت برخوردار نیستند زیرا آسیب دیدگی می‌تواند در هر بازی خاصی به حرفه آنها خاتمه دهد، اما آنها یادمی‌گیرند ترس خود را از این خطر مداوم کنار بگذارند و روی کار با همکاران خوب و در لحظه حال تمرکز کنند.

## دارایی
در سال ۲۰۱۸ نتفلیکس درآمد ۱٫۲۱ میلیارد دلاری آمریکا را با درآمد سالانه ۱۵٫۸ میلیارد دلار اعلام کرد که تقریباً ۱۱۶ درصد بیشتر از چرخه مالی قبلی است. سهام نتفلیکس با بالاترین قیمت خود در سال ۲۰۱۸ بیش از ۴۰۰ دلار در هر سهم معامله شد و ارزش بازار آن در ژوئن ۲۰۱۸ به بیش از ۱۸۰ میلیارد دلار رسید. در سال ۲۰۱۸ نتفلیکس در رتبهٔ ۲۶۱ در لیست بزرگترین شرکت‌های ایالات متحده توسط فرچون ۵۰۰ قرار گرفت. نتفلیکس با بازدهی کل ۳٬۶۹۳٪، رتبه نخست بهترین سهام در سال‌های ۲۰۱۰ اعلام شد.
| سال  | درآمد ( میلیون دلار ) | درآمد خالص ( میلیون دلار ) | قیمت هر سهم ( دلار ) | تعداد کارکنان | پرداخت حق عضویت ( میلیون ) | رتبهٔ فورچون ۵۰۰ |
| ---- | --------------------- | -------------------------- | -------------------- | ------------- | -------------------------- | --------------- |
| ۲۰۰۵ | ۶۸۲                   | ۴۲                         | ۲٫۵۹                 |               | ۲٫۵                        |                 |
| ۲۰۰۶ | ۹۹۷                   | ۴۹                         | ۳٫۶۹                 | ۴٫۰           |                            |                 |
| ۲۰۰۷ | ۱٬۲۰۵                 | ۶۷                         | ۳٫۱۲                 | ۷٫۳           |                            |                 |
| ۲۰۰۸ | ۱٬۳۶۵                 | ۸۳                         | ۴٫۰۹                 | ۹٫۴           |                            |                 |
| ۲۰۰۹ | ۱٬۶۷۰                 | ۱۱۶                        | ۶٫۳۲                 | ۱۱٫۹          |                            |                 |
| ۲۰۱۰ | ۲٬۱۶۳                 | ۱۶۱                        | ۱۶٫۸۲                | ۲٬۱۸۰         | ۱۸٫۳                       |                 |
| ۲۰۱۱ | ۳٬۲۰۵                 | ۲۲۶                        | ۲۷٫۴۹                | ۲٬۳۴۸         | ۲۱٫۶                       |                 |
| ۲۰۱۲ | ۳٬۶۰۹                 | ۱۷                         | ۱۱٫۸۶                | ۲٬۰۴۵         | ۳۰٫۴                       |                 |
| ۲۰۱۳ | ۴٬۳۷۵                 | ۱۱۲                        | ۳۵٫۲۷                | ۲٬۰۲۲         | ۴۱٫۴                       |                 |
| ۲۰۱۴ | ۵٬۵۰۵                 | ۲۶۷                        | ۵۷٫۴۹                | ۲٬۴۵۰         | ۵۴٫۵                       |                 |
| ۲۰۱۵ | ۶٬۷۸۰                 | ۱۲۳                        | ۹۱٫۹۰                | ۳٬۷۰۰         | ۷۰٫۸                       | ۴۷۴             |
| ۲۰۱۶ | ۸٬۸۳۱                 | ۱۸۷                        | ۱۰۲٫۰۳               | ۴٬۷۰۰         | ۸۹٫۱                       | ۳۷۹             |
| ۲۰۱۷ | ۱۱٬۶۹۳                | ۵۵۹                        | ۱۶۵٫۳۷               | ۵٬۵۰۰         | ۱۱۷٫۵                      | ۳۱۴             |
| ۲۰۱۸ | ۱۵٬۷۹۴                | ۱٬۲۱۱                      |                      | ۷٬۱۰۰         | ۱۳۹٫۳                      | ۲۶۱             |
| ۲۰۱۹ | ۲۰٬۱۵۶                | ۱٬۸۶۷                      | ۸٬۶۰۰                | ۱۶۷٫۱         | ۱۹۷                        |                 |
| ۲۰۲۰ | ۲۴٬۹۹۶                | ۲٬۷۶۱                      | ۹٬۴۰۰                | ۲۰۳٫۷         | ۱۶۴                        |                 |

نتفلیکس در کدام‌یک از کشورها قابلیت دسترسی دارد؟
به علت همه‌گیر شدن و وسعت بیش از اندازه سرویس استریم، بهتر است سؤال کنیم که نتفلیکس در کدام‌یک از کشورها قابلیت دسترسی نخواهد داشت؟ ایران، چین، شبه جزیره کریمه، کره شمالی و سوریه تنها کشورهایی می‌باشند که دسترسی به وب‌سایت در آن‌ها ممکن نیست

## خدمات
سرویس ویدئو هنگام درخواست نتفلیکس که سابقاً با عنوان Watch Now شناخته می‌شد، به مشترکان امکان می‌دهد سریال‌ها و فیلم‌های تلویزیونی را از طریق وب سایت بر روی رایانه‌های شخصی یا نرم‌افزار در انواع سیستم عامل‌های پشتیبانی شده از جمله تلفن‌های هوشمند و تبلت‌ها، پخش کننده‌های دیجیتال، کنسول بازی ویدئویی و تلویزیون‌های هوشمند تماشا کنند. طبق نظرسنجی Nielsen در ژوئیه ۲۰۱۱ ۴۲٪ از کاربران نتفلیکس از یک کامپیوتر مستقل، ۲۵٪ از وی، ۱۴٪ با اتصال رایانه به تلویزیون، ۱۳٪ با پلی‌استیشن ۳ و ۱۲٪ از ایکس‌باکس ۳۶۰ استفاده می‌کردند.
هنگامی که سرویس پخش جریانی برای نخستین بار راه‌اندازی شد، به مشترکان اجاره دیسک نتفلیکس بدون پرداخت هزینه اضافی دسترسی داده شد. به مشترکان تقریباً یک ساعت پخش جریانی به ازای هر دلار هزینه شده برای اشتراک ماهانه مجاز بود (به عنوان مثال طرحی با مبلغ ۱۶٫۹۹ دلار، ۱۷ ساعت زمان پخش). در ژانویه ۲۰۰۸ با این حال، نتفلیکس این محدودیت را لغو کرد، در آن زمان تقریباً همه تعداد مشترکان دیسک بدون هیچ هزینه اضافی حق پخش نامحدود را داشتند (با این وجود مشترکان با برنامه محدود دو دی‌وی‌دی در هر ماه (۴٫۹۹ دلار) محدود به دو ساعت جریان ماهانه باقی ماندند). این تغییر در پاسخ به معرفی هولو و خدمات اجاره ویدیوی جدید اپل بود. بعداً نتفلیکس اشتراکهای اجاره دی‌وی‌دی و اشتراک‌های پخش جریانی را به سرویس‌های جداگانه و مستقل تقسیم کرد، در آن زمان محدودیت‌های ماهانه جریان اینترنت برداشته شد.
برنامه‌های خدمات نتفلیکس در حال حاضر به سه سطح قیمت تقسیم می‌شوند. پایین‌ترین حالت پخش جریانی اس‌دی‌تی‌وی را در یک دستگاه ارائه می‌دهد، دومی امکان پخش همزمان با کیفیت بالا را روی دو دستگاه فراهم می‌کند و ردیف "Platinum" امکان پخش همزمان جریان را در حداکثر چهار دستگاه و جریان 4K را در دستگاه‌های پشتیبانی شده و اتصال به اینترنت فراهم می‌کند. هزینه طرح اشتراک، تلویزیون وضوح‌بالا ۷٫۹۹ دلار آمریکا بود. در آوریل ۲۰۱۴ نتفلیکس اعلام کرد که قیمت مشترکان جدید را به ۹٫۹۹ دلار افزایش می‌دهد، اما مشتریان فعلی تا مه ۲۰۱۶ قیمت قدیمی را می‌پردازند، پس از آن می‌توانند در همان رده فقط SD قرار بگیرند یا برای ادامه دسترسی با کیفیت بالا هزینهٔ بالاتری را پرداخت کنند.
در ژوئیه ۲۰۱۶ یکی از مشترکان نتفلیکس از این شرکت به دلیل افزایش قیمت شکایت کرد و ادعا کرد که نمایندهٔ پشتیبانی مشتری نتفلیکس در سال ۲۰۱۱ به او گفته‌است که تا زمانی که اشتراک خود را به‌طور مداوم حفظ کنند، همان قیمت را برای همیشه می‌پردازند.
در ۳۰ نوامبر ۲۰۱۶ نتفلیکس یک ویژگی پخش آفلاین را راه‌اندازی کرد، به کاربران برنامه‌های تلفن همراه نتفلیکس در Android یا iOS اجازه می‌داد تا محتوای دستگاه‌های خود را با کیفیت استاندارد یا بالا برای مشاهده بدون اتصال به اینترنت ذخیره کنند. این ویژگی در درجه اول در مجموعه‌ها و فیلم‌های منتخب موجود بود و نتفلیکس اظهار داشت که محتوای بیشتری با گذشت زمان توسط این ویژگی پشتیبانی خواهد شد. نتفلیکس با شرکتهای هواپیمایی، به عنوان بخشی از تلاش برای جلب این شرکت‌ها برای ارائهٔ وای-فای بهتر در پرواز، شراکت خواهد کرد تا فناوری جریان تلفن همراه خود را در اختیار آنها قرار دهد.
در سال ۲۰۱۸ نتفلیکس ویژگی "Skip Intro" را ارائه داد که به مشتریان اجازه می‌دهد از ورودی نمایش‌ها در سیستم عامل خود بگذرند. این کار از طریق تکنیک‌های مختلفی از جمله بررسی دستی، برچسب‌گذاری صوتی و یادگیری ماشین انجام شد.

### تاریخچه
در ۱ اکتبر ۲۰۰۸ نتفلیکس اعلام کرد که با Starz همکاری می‌کند تا ۲۵۰۰ فیلم و نمایش جدید را تحت "Starz Play" به «تماشای بلافاصله» برساند.
در اوت ۲۰۱۰ نتفلیکس برای پخش فیلم‌هایی از پارامونت پیکچرز، لاینزگیت و مترو گلدوین مایر به قراردادی پنج ساله به ارزش تقریباً ۱ میلیارد دلار رسید. این معامله هزینه‌های سالانه نتفلیکس را افزایش داد و تقریباً ۲۰۰ میلیون دلار در سال اضافه کرد. این شرکت ۱۱۷ میلیون دلار در شش ماه نخست ۲۰۱۰ صرف جریان‌سازی کرد، در حالی که این رقم در سال ۲۰۰۹ ۳۱ میلیون دلار بود.
در ۱۲ ژوئیه۲۰۱۱ نتفلیکس اعلام کرد که برنامه‌های اشتراک موجود خود را به دو برنامه جداگانه تفکیک می‌کند: یکی پوشش پخش جریانی و دیگری خدمات اجاره DVD. هزینه پخش جریانی ماهانه ۷٫۹۹ دلار خواهد بود، در حالی که اجاره دی‌وی‌دی با همان قیمت شروع می‌شد. این اعلامیه به استقبال گسترده طرفداران فیس بوک نتفلیکس منجر شد، آنها نظرات منفی را بر روی دیوار آن ارسال کردند. نظرات توییتر ترند منفی "Dear Netflix"را افزایش داد. این شرکت در جریان اعلامیه اولیه تغییر از تصمیم خود دفاع کرد:
"با توجه به عمر طولانی که فکر می‌کنیم دی‌وی‌دی‌های پست الکترونیکی خواهند داشت، برخورد با دی‌وی‌دی‌ها به عنوان یک افزودنی ۲ دلاری برای برنامه پخش نامحدود ما نه از نظر مالی منطقی است و نه افرادی را که فقط دی‌وی‌دی می‌خواهند راضی می‌کند. ایجاد یک طرح دی‌وی‌دی نامحدود از طریق پست (بدون جریان) با کمترین قیمت ما، ۷٫۹۹ دلار، منطقی است و عمر طولانی دی‌وی‌دی‌های پست الکترونیکی ما را تضمین می‌کند. "
در اکتبر، نتفلیکس اعلام کرد که برنامه‌های پخش جریانی و اجاره دی‌وی‌دی هر دو یک برند خواهند ماند.
در ژانویه ۲۰۱۸ نتفلیکس از اسپنسر نویمان به عنوان مدیر مالی جدید نام برد.
در ژانویه ۲۰۲۰ نتفلیکس دفتر جدیدی را در پاریس با ۴۰ کارمند افتتاح کرد.
در ژوئیه ۲۰۲۰ نتفلیکس تد ساراندوس را به عنوان مدیر عامل مشترک منصوب کرد.

### اجاره دیسک
در ایالات متحده، این شرکت برای اجاره دی‌وی‌دی و دیسک بلوری ماهیانه مبلغی تخت پرداخت می‌کند. مشترک صف اجاره، لیستی از فیلم‌ها را برای اجاره ایجاد می‌کند. این فیلم‌ها به صورت جداگانه از طریق خدمات پستی ایالات متحده آمریکا از انبارهای منطقه تحویل داده می‌شوند. از ۲۸ مارس ۲۰۱۱ نتفلیکس ۵۸ مکان حمل و نقل در سراسر ایالات متحده داشت. مشترک می‌تواند دیسک اجاره ای را تا زمانی که بخواهد نگه دارد، اما شمار دیسک‌هایی که هر مشترک می‌تواند همزمان از طریق ردیف‌های مختلف داشته باشد محدودیتی دارد. برای اجاره دیسک جدید، مشترک باید دیسک قبلی را در پاکت نامه مخصوص این شرکت ارسال کند. پس از دریافت، نتفلیکس دیسک بعدی موجود را در صف اجاره مشترک ارسال می‌کند.
نتفلیکس ردیف‌های قیمت گذاری را برای اجاره دی‌وی‌دی ارائه می‌دهد. در ۲۱ نوامبر ۲۰۰۸ نتفلیکس شروع به اجاره Blu-ray به مشترکان با پرداخت هزینه اضافی کرد. همچنین، نتفلیکس دیسک‌های دست دوم را فروخته، تحویل داده و همانند اجاره صورتحساب دریافت می‌کرد. این سرویس در پایان ماه نوامبر متوقف شد.
در ۶ ژانویه ۲۰۱۰ نتفلیکس با شرکت برادران وارنر موافقت کرد که اجاره‌های انتشار ۲۸ روز قبل از خرده‌فروشی را به تأخیر بیندازد، در تلاش برای کمک به استودیوها برای فروش نسخه‌های فیزیکی، و معاملات مشابه مربوط به یونیورسال پیکچرز و استودیو قرن بیستم در ۹ آوریل منعقد شد. در سال ۲۰۱۱ نتفلیکس قیمت خدمات خود را تقسیم کرد. در حال حاضر، عضویت اجاره دیسک نتفلیکس از ۷٫۹۹ دلار تا ۱۹٫۹۹ دلار در هر ماه، شامل یک ماه استفاده آزمایشی رایگان و مبادلات دی‌وی‌دی نامحدود است.
در ۱۸ سپتامبر ۲۰۱۱ نتفلیکس اعلام کرد که سرویس DVD-mail خود را به Qwikster تغییر برند می‌دهد. مدیرعامل رید هستینگز دربارهٔ این تصمیم اظهار داشت که «ما فهمیدیم که پخش جریانی و دی‌وی‌دی از طریق پست در حال تبدیل شدن به دو کسب‌وکار کاملاً متفاوت هستند با ساختار هزینه‌های بسیار متفاوت، مزایای مختلفی که باید متفاوت به بازار عرضه شوند و ما باید اجازه دهیم هر یک به‌طور مستقل رشد و کار کنند». همچنین اعلام شد که این سرویس با برند تجاری جدید اجاره بازی‌های ویدیویی را اضافه می‌کند. تصمیم برای تقسیم خدمات بسیار مورد انتقاد قرار گرفت. اشاره شد که این دو وب سایت از یکدیگر مستقل بوده‌اند (با رتبه‌بندی، بازبینی و صف‌هایی که بین آنها منتقل نمی‌شود) و به حساب‌های کاربری جداگانه ای احتیاج دارند. همچنین، دو وب سایت نیاز به اشتراک جداگانه دارند.
در ۱۰ اکتبر ۲۰۱۱ نتفلیکس اعلام کرد که در پاسخ به بازخورد مشتری و پس از سقوط تقریباً ۳۰ درصدی قیمت سهام، برندسازی مجدد برنامه‌ریزی شده را کنار گذاشته و سرویس‌های پخش دی‌وی‌دی و پست الکترونیکی هر دو از طریق یک وب سایت، تحت نظر نتفلیکس به کار خود ادامه خواهند داد. نتفلیکس اظهار داشت که در سه‌ماهه چهارم سال ۲۰۱۱ ۸۰۰٫۰۰۰ مشترک خود را از دست داده‌است - زیانی که تا حدودی به دلیل استقبال ضعیف از برند تجاری ناموفق بود.
در مارس ۲۰۱۲ نتفلیکس به تک‌کرانچ گفت که نام دامنه DVD.com را به‌دست آورده‌است. تا سال ۲۰۱۶ نتفلیکس بی سر و صدا خدمات DVD-mail خود را با نام DVD.com, A Netflix Company، انجام می‌داد.
تا سال ۲۰۱۷ این سرویس هنوز ۳٫۳ میلیون مشتری داشت و هاستینگز اظهار داشت که قصد دارد آن را حداقل برای پنج سال دیگر حفظ کند. در سه‌ماهه نخست ۲۰۱۸ اجاره دی‌وی‌دی از ۱۲۰٫۴ میلیون دلار درآمد ۶۰٫۲ میلیون دلار سود کرده‌است.
از سال ۲۰۲۰ خدمات اجاره دی‌وی‌دی تحت عنوان دی‌وی‌دی Netflix نامگذاری شده‌است.

### پروفایل‌ها
در ژوئن ۲۰۰۸ نتفلیکس اعلام کرد قصد دارد ویژگی مشخصات مشترک آنلاین خود را از بین ببرد. نمایه‌ها به یک حساب مشترک اجازه می‌دهند تا شامل چندین کاربر (به عنوان مثال یک زن و شوهر، دو هم اتاقی یا والدین و فرزند) با صف‌های جداگانهٔ دی‌وی‌دی، رتبه‌بندی، توصیه‌ها، لیست دوستان، نظرات و ارتباطات درون سایت برای هر یک از آنها باشد. نتفلیکس ادعا کرد که حذف نمایه‌ها باعث بهبود تجربه مشتری می‌شود. با این حال، به احتمال زیاد در نتیجه بررسی‌های منفی و واکنش کاربران، نتفلیکس تصمیم خود برای حذف نمایه‌ها را ۱۱ روز پس از اعلام خبر لغو کرد. در اعلام احیای مجدد پروفایل‌ها، نتفلیکس از تصمیم اصلی خود دفاع کرد و اظهار داشت: «به دلیل تمایل مداوم برای استفاده آسانتر از وب سایت ما، ما معتقد بودیم که از بین بردن یک ویژگی که فقط توسط اقلیت بسیار کمی استفاده می‌شود به ما در بهبود سایت برای همه کمک می‌کند». سپس توضیح داد: «با گوش دادن به اعضا، متوجه شدیم که کاربران این ویژگی غالباً آن را به عنوان بخشی اساسی از تجربه نتفلیکس توصیف می‌کنند. سادگی تنها یک حسن است و مطمئناً سودمندی می‌تواند از آن پیشی بگیرد».

### معرفی مجدد
نتفلیکس در ۱ اوت ۲۰۱۳ ویژگی "Profiles" را دوباره تقویت کرد که به حساب‌ها اجازه می‌دهد تا حداکثر پنج نمایه کاربر را در خود جای دهند، یا مربوط به افراد یا موارد موضوعی باشد. «نمایه» به‌طور مؤثر علاقه هر کاربر را تقسیم می‌کند، به طوری که هر یک از آنها پیشنهادهای شخصی و اضافه کردن موارد دلخواه را به صورت جداگانه دریافت می‌کنند. به گفته تاد یلین، معاون نوآوری محصولات نتفلیکس، «این یک ویژگی مهم است»، زیرا «حدود ۷۵ تا ۸۰ درصد آنچه مردم در نتفلیکس مشاهده می‌کنند ناشی از آنچه نتفلیکس توصیه می‌کند است، نه از آنچه مردم جستجو می‌کنند». علاوه بر این، مایک مک گوایر، معاون VP در گارتنر، گفت: «پروفایل‌ها اطلاعات دقیق تری در مورد مشترکان و عادات مشاهده آنها به نتفلیکس داده و به این شرکت اجازه می‌دهد تا تصمیمات بهتری در مورد فیلم‌ها و نمایش‌های تلویزیونی ارائه دهد». علاوه بر این، پروفایل‌ها به کاربران اجازه می‌دهد تا حساب‌های شخصی فیس بوک خود را پیوند دهند، و از این رو صف‌های تماشایی و توصیه‌های فردی را به اشتراک می‌گذارند. مدیر ارشد محصولات پیشین نتفلیکس، به سی‌ان‌ان مانی.کام گفت: «پروفایل‌ها روش دیگری برای برجسته شدن در فضای شلوغ جریان ویدئو هستند و آزمایش‌ها نشان داد که پروفایل‌ها باعث مشاهده بیشتر و درگیری بیشتر می‌شوند».
هانت می‌گوید نتفلیکس ممکن است به موقع پروفایل‌ها را به دستگاه‌های خاصی متصل کند، بنابراین یک مشترک می‌تواند هر بار که در یک دستگاه داده شده وارد نتفلیکس می‌شود، از مرحله راه اندازی یک پروفایل خاص بگذرد.
منتقدان این ویژگی اشاره کرده‌اند:
نمایه‌های جدید به عنوان «صفحات خالی» ایجاد می‌شوند، اما سابقه مشاهده قبل از ایجاد نمایه در سطح نمایه باقی می‌ماند.
افراد همیشه نتفلیکس را به تنهایی تماشا نمی‌کنند و رسانه‌هایی که با دیگران تماشا کرده‌اند، ممکن است بر توصیه‌های ارائه شده به آن نمایه تأثیر بگذارند.
با این حال، در پاسخ به هر دو نگرانی، کاربران می‌توانند توصیه‌های آینده را برای یک پروفایل خاص با رتبه‌بندی نمایش‌های مشاهده شده و عادات مستمر مشاهده خود اصلاح کنند.

### شرکت‌های تابعه
- DVD.com اجاره - دی‌وی‌دی از طریق پست
- Millarworld - شرکت تولید کمیک که در سال ۲۰۰۴ توسط نویسنده کتاب کمیک اسکاتلندی به نام مارک میلار به عنوان یک خط متعلق به خالقین تأسیس شد.
- Netflix Pte. Ltd. - استودیوی نتفلیکس در سنگاپور.
- Netflix Services UK Limited - یک بخش انگلیسی با سرمایهٔ سهام محدود
- Netflix Streaming Services International B.V. - یک شرکت تابعه Netflix در هلند.
- Netflix Streaming Services, Inc. - شرکت تابعه ای که کتابخانه محتوای نتفلیکس را برای پخش مجوز صادر می‌کند.
- Netflix Global, LLC - یک شرکت با مسئولیت محدود خارجی که در ۳ اوت ۲۰۱۶ ثبت شد، تهیه‌کننده کلیه برنامه‌ها و فیلم‌های خارجی است
- Netflix Studios - یک استودیوی فیلم و تلویزیون که با تولید هر یک از محتوای اصلی یا خارجی همکاری می‌کند.
- Netflix Services Germany GmbH - استودیویی که به یارانه فیلم آلمان کمک می‌کند تا از تولید داخلی فیلم و تلویزیون در این کشور پشتیبانی کند.
- NetflixCS, Inc. – بخش دیگر واقع در 1108 E SOUTH UNION AVE Midvale, UT ۸۴۰۴۷.
- Netflix لوکزامبورگ S.a r.l. - شرکت تابعه واقع در لوکزامبورگ، اروپا.
- Netflix Services Korea Ltd. - شرکت تابعه واقع در سئول، کره جنوبی.
- Netflix Entertainment Korea Ltd. - شرکت تابعه محتوا در سئول، کره جنوبی.

## محصولات
در سال ۲۰۰۷ نتفلیکس یکی از پیشگامان تجارت دستگاه ضبط تصویر دیجیتال اولیه، آنتونی وود را برای ساخت "Netflix Player" استخدام کرد که به کاربر اجازه می‌دهد محتوای مستقیم را به جای رایانه‌های شخصی یا لپ تاپ در تلویزیون پخش کنند. در حالی که پخش کننده در ابتدا در Netflix توسعه یافته بود، در نهایت Reed Hastings پروژه را متوقف کرد تا به تشویق سایر تولیدکنندگان سخت‌افزار برای پشتیبانی داخلی نتفلیکس کمک کند. وود سرانجام پخش‌کننده را به عنوان نخستین دستگاه از Roku Inc که اکنون در درجه اول به پخش کننده‌های ویدئویی خود معروف است، راه اندازی کرد، نتفلیکس به عنوان سرمایه‌گذار اصلی در شرکت جدید خدمت می‌کرد.

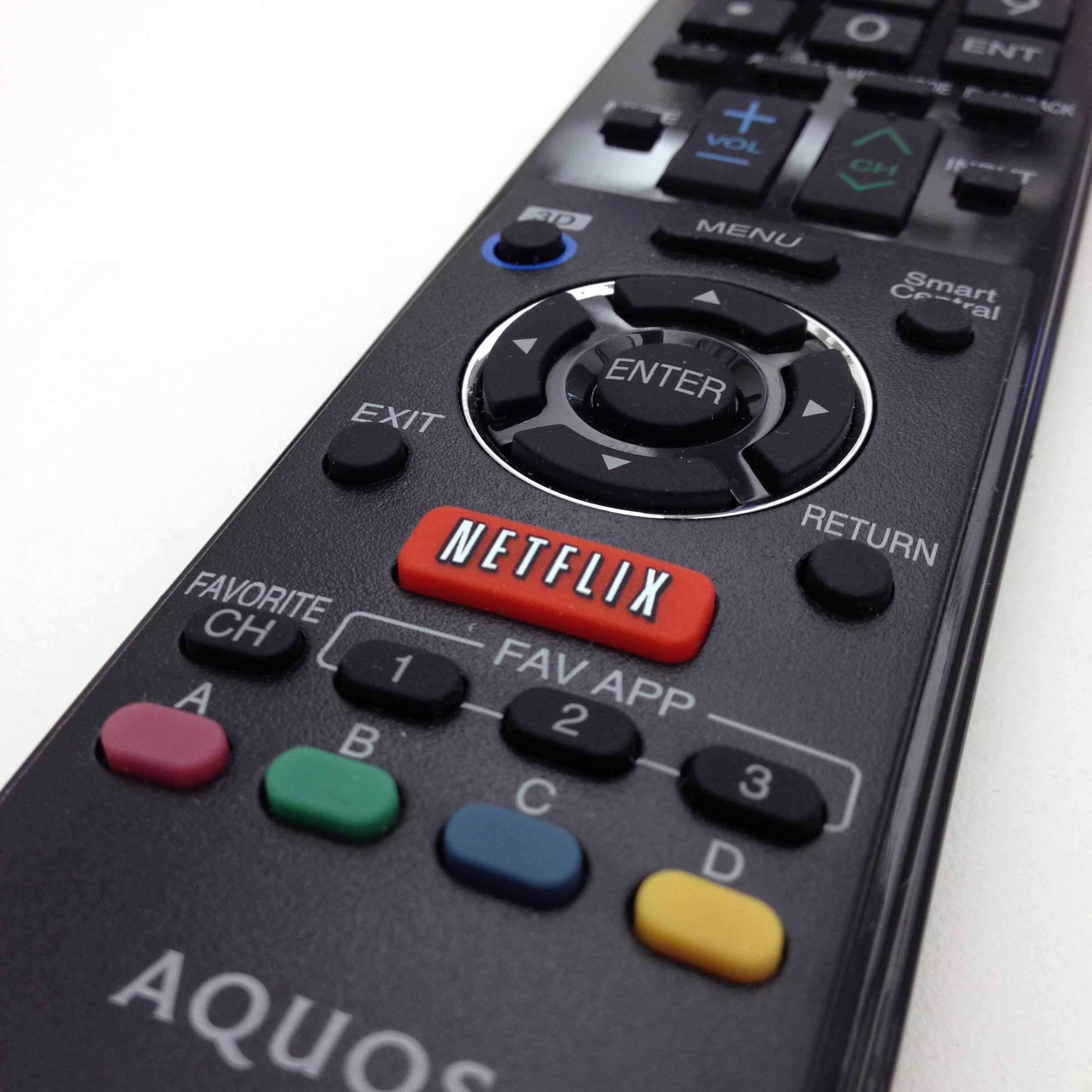
یک دستگاه کنترل از راه دور همراه با دکمهٔ نتفلیکس

در سال ۲۰۱۱ نتفلیکس یک دکمه Netflix را برای کنترل از راه دور خاص معرفی کرد، که به کاربران امکان می‌داد بلافاصله از طریق دستگاه‌های سازگار به نتفلیکس دسترسی پیدا کنند.
نتفلیکس نمونه اولیه دستگاه جدید به نام "The Switch" را در نمایشگاه جهانی ساز نیویورک ۲۰۱۵ منتشر کرد. "سوئیچ" به کاربران نتفلیکس اجازه می‌دهد هنگام اتصال به سیستم روشنایی خانه هوشمند، چراغ‌ها را خاموش کنند. همچنین به شبکه‌های محلی کاربران متصل می‌شود تا سرورهای آنها را قادر به سفارش خرید کند و تلفن را با فشار دادن یک دکمه خاموش کند. اگرچه دستگاه ثبت اختراع نشده‌است، نتفلیکس دستورالعمل‌هایی را در مورد نحوه ساخت آن در خانه (DIY) در وب سایت خود منتشر کرد. این دستورالعمل‌ها هم ساختار الکتریکی و هم فرایندهای برنامه‌نویسی را پوشش می‌دهد.
از سال ۲۰۱۵ این شرکت از طریق مرکز ملی پژوهش‌های علمی فرانسه درمورد فشرده‌سازی و شکل‌گیری فیلم، از طریق آزمایشگاه CNRS "Laboratoire des Sciences du Numérique de Nantes" (LS2N) پشتیبانی فنی قابل توجهی دریافت کرد. در مارس ۲۰۱۷ در کنگره جهانی بارسلونا برای فناوری‌های تلفن همراه، این شرکت آمریکایی تولید فناوری منبع باز آزمایشگاه فرانسوی را ارائه داد: ابزاری فشرده سازی با کیفیت HD + ویدئو با پهنای باند زیر ۱۰۰ کیلوبایت در ثانیه، ۴۰ برابر کمتر از نیاز HDTV و با خدمات تلفن همراه در سراسر جهان سازگار است.
در مه ۲۰۱۶ نتفلیکس ابزاری جدید به نام FAST برای تعیین سرعت اتصال به اینترنت ایجاد کرد. به دلیل «سادگی استفاده» مورد ستایش قرار گرفت و برخلاف سایر رقبا شامل تبلیغات نمی‌شود.

## محتوا

### برنامه‌های اصلی
"Netflix Original" محتوایی است که توسط نتفلیکس به‌طور انحصاری در خدمات آنها تولید، یا توزیع می‌شود. نتفلیکس با امضای پروژه ای، برنامه‌های اصلی خود را متفاوت از سایر شبکه‌های تلویزیونی تأمین می‌کند، پول را از ابتدا تهیه می‌کند و بلافاصله سفارش دو فصل از اکثر سریال‌ها را می‌دهد.
در مارس ۲۰۱۱ نتفلیکس با آغاز یک درام سیاسی یک ساعته خانه پوشالی، که در فوریه ۲۰۱۳ آغاز به کار کرد شروع به تهیه محتوای اصلی برای کتابخانه خود کرد. این سریال توسط دیوید فینچر تولید شد و کوین اسپیسی در آن بازی کرد. در اواخر سال ۲۰۱۱ نتفلیکس دو فصل هشت قسمته از لیلیهامرو فصل چهارم از مجموعه تلویزیونی پرورش شکست‌خورده شرکت پخش همگانی فاکس را انتخاب کرد. نتفلیکس در اوایل سال ۲۰۱۳ مجموعه درام فوق‌العاده هلموک گرو را منتشر کرد.
در فوریه ۲۰۱۳ دریم‌ورکس انیمیشن و نتفلیکس، توربو فست را براساس فیلم توربو ساختند که در ژوئیه به نمایش درآمد. از آن زمان نتفلیکس به توزیع‌کنندهٔ عمدهٔ نمایش‌های خانوادگی و کودکانهٔ متحرک تبدیل شده‌است.
نارنجی مد جدید است در ژوئیه ۲۰۱۳ در سرویس پخش جریانی پخش شد. در بحث دربارهٔ رتبه‌بندی یک نمایش نتفلیکس، مدیران نتفلیکس اظهار نظر کرده‌اند که این سریال پربیننده‌ترین سریال اصلی نتفلیکس است. در فوریه ۲۰۱۶ نارنجی مد جدید است برای فصل پنجم، ششم، و هفتم تمدید شد. در ۹ ژوئن ۲۰۱۷ فصل ۵ برای نخستین بار پخش شد و فصل ششم در ۲۷ ژوئیه ۲۰۱۸ به نمایش درآمد.
در نوامبر ۲۰۱۳ نتفلیکس و تلویزیون مارل قراردادی پنج فصل برای تولید سریال‌های ابرقهرمانانه مارول اعلام کردند: دردویل، جسیکا جونز، آیرون فیست و لوک کیج. این معامله شامل اکران چهار فصل ۱۳ قسمتی است که در یک مینی سریال به نام مدافعان به اوج خود می‌رسد. نخستین نمایش دردویل و جسیکا جونز در سال ۲۰۱۵ انجام شد. سریال لوک کیج برای نخستین بار در ۳۰ سپتامبر ۲۰۱۶ و پس از آن آیرون فیست در ۱۷ مارس ۲۰۱۷ و مدافعان در ۱۸ اوت ۲۰۱۷ به نمایش درآمد. در آوریل ۲۰۱۶ مجموعه نتفلیکس در جهان سینمایی مارول با گسترش یک مجموعهٔ ۱۳ قسمتی از پانیشر گسترش بیشتری یافت. علاوه بر قرارداد مارول، دیزنی اعلام کرد که مجموعه تلویزیونی جنگ ستارگان: جنگ‌های کلون، ششمین و آخرین فصل خود را از نتفلیکس و همچنین هر پنج فیلم سینمایی پیشین و داستانی را منتشر خواهد کرد. محتوای جدید جنگ ستارگان در ۷ مارس ۲۰۱۴ در سرویس پخش جریانی نتفلیکس منتشر شد.
در سال ۲۰۱۴ نتفلیکس معامله چهار فیلم با آدام سندلر و تولیدات هپی مدیسون پروداکشنز خود را اعلام کرد. در ژانویه ۲۰۲۰ نتفلیکس یک قرارداد چهار فیلم جدید را به ارزش ۲۷۵ میلیون دلار اعلام کرد.
در آوریل ۲۰۱۴ نتفلیکس، میچل هرویتز، خالق پرورش شکست‌خورده و شرکت تولیدی او، شرکت Hurwitz را با یک قرارداد چند ساله برای ایجاد پروژه‌های اصلی برای خدمات منعقد کرد. سریال درام مارکو پولو در ۱۲ دسامبر ۲۰۱۴ اکران شد. کمدی انیمیشن بوجک هورسمن برای نخستین بار در اوت ۲۰۱۴ اکران شد، در حالی که نظرات مختلفی در مورد اکران داشت اما برای فصول بعدی با استقبال گسترده منتقدان روبرو شد.
درام علمی تخیلی حسی در ژوئن ۲۰۱۵ آغاز به کار کرد، که توسط واچوفسکی‌ها و جی. مایکل استرازینسکی تهیه و تولید شد. خط خون و نارکس دو سریال درام دیگر بودند که نتفلیکس در سال ۲۰۱۵ منتشر کرد. در ۶ نوامبر ۲۰۱۵ Master of None برای نخستین بار با بازی عزیز انصاری پخش شد. نمایش‌های کمدی دیگری که در سال ۲۰۱۵ به نمایش درآمد، شامل کیمی اشمیت شکست‌ناپذیر، گریس و فرانکی و Frankie , Summer Wet Hot American Summer: First Day of Camp و W / Bob & David.
نتفلیکس در سال ۲۰۱۶ به طرز چشمگیری محتوای اصلی خود را گسترش داد. داستان ترسناک علمی چیزهای عجیب در ژوئیه ۲۰۱۶ به نمایش درآمد، درام موسیقی محور The Get Down در اوت، درام تاریخی انگلیس تاج در نوامبر، و نمایش‌های کمدی مانند عشق , Flaked , Netflix Presents: The Character , The Ranch و Lady Dynamite. Netflix نزدیک به ۱۲۶ سریال یا فیلم اصلی را در سال ۲۰۱۶ منتشر کرد که بیش از هر شبکه یا کانال کابلی دیگری است.
در ۱۴ سپتامبر ۲۰۱۶ نتفلیکس و فاکس قرن بیستم پس از نمایش آن در جشنواره بین‌المللی فیلم تورنتو در ۹ سپتامبر ۲۰۱۶ به‌طور مشترک حقوق توزیع ایالات متحده در فیلم درام مستقل دو عاشق و یک خرس را به دست آوردند.
نتفلیکس همچنین در توزیع ویژه برنامه‌های کمدی استندآپ منحصر به فرد از کمدین‌های برجسته ای چون دیو چپل، لوئیس سی.کی. سی، کریس راک، جیم گافیگان، بیل بر و جری ساینفلد سرمایه‌گذاری کرده‌است. در ژانویه ۲۰۱۷ نتفلیکس اعلام کرد که Comedians in Cars Getting Coffee متعلق به Seinfeld به مدت ۱۰ فصل پخش خواهد کرد.
نتفلیکس تولید داخلی محتوای اصلی خود مانند Ranch و Chelsea را از طریق خانه تولید خود در استودیوی نتفلیکس آغاز کرده‌است.
در ۷ اوت ۲۰۱۷ نتفلیکس Millarworld، شرکت انتشاراتی نویسنده کتاب‌های طنز، متعلق به مارک میلار، را خریداری کرد. این نخستین خرید شرکت در نتفلیکس است. نتفلیکس قصد دارد از Millar و کارهای فعلی و آینده وی برای محتوای اصلی آینده استفاده کند. مدیر ارشد محتوای تد ساراندوس، میلار را به عنوان «استن لی امروزی» توصیف کرد. هفته بعد، نتفلیکس اعلام کرد که با شاندا رایمز و شرکت تولیدی او Shondaland یک قرارداد انحصاری دارد.
در اکتبر ۲۰۱۷ نتفلیکس با اعلام برنامه‌ای برای سرمایه‌گذاری ۸ میلیارد دلار برای محتوای اصلی در سال ۲۰۱۸ هدف از تشکیل نیمی از کتابخانه خود از محتوای اصلی را اعلام کرد. تمرکز ویژه ای بر روی فیلم‌ها و انیمیشن‌ها از طریق این سرمایه‌گذاری وجود دارد، با قصد تولید ۸۰ فیلم اصلی و ۳۰ سریال انیمیشن. در سپتامبر ۲۰۱۷ وزیر فرهنگ ملانی جولی نیز اعلام کرد که نتفلیکس توافق کرده‌است که ۵۰۰ میلیون دلار کانادا (۴۰۰ میلیون دلار آمریکا) برای تولید محتوا در کانادا طی ۵ سال آینده سرمایه‌گذاری کند. شرکت انکار کرد که هدف این معامله منجر به تخفیف مالیاتی شده‌است. یک مطالعه نشان داد که نتفلیکس این هدف را در دسامبر ۲۰۱۸ محقق کرده‌است.
در نوامبر ۲۰۱۷ نتفلیکس اعلام کرد که در حال ساخت نخستین سریال اصلی کلمبیایی است که به تهیه کنندگی اجرایی سیرو گرا اجرا می‌شود. در همان ماه، نتفلیکس اعلام کرد که یک قرارداد انحصاری چند ساله با جنجی کوهان، خالق نارنجی مد جدید است، امضا کرده‌است. ماه بعد، آنها کارگردان تهیه‌کننده Stranger Things، شاون لوی و شرکت تولیدی او 21 Laps Entertainment را امضا کردند که معامله‌ای چهار ساله است.
در مه ۲۰۱۸ مدیر ارشد محتوای تد ساراندوس اظهار داشت که نتفلیکس هزینه‌های خود را برای محتوای اصلی افزایش داده‌است. این شرکت همچنین اعلام کرد که با ای‌اس‌پی‌ان فیلمز همکاری در مستنداتی را که در فصل ۱۹۹۷–۹۸ شیکاگو بولز با عنوان آخرین رقص برگزار می‌شود، اعلام کرده‌است. این برنامه بین‌المللی در نتفلیکس منتشر شد و سه ماه پس از پخش از ESPN برای پخش در ایالات متحده در دسترس قرار گرفت.
در ۲۲ مه ۲۰۱۸ باراک اوباما، رئیس‌جمهور سابق و همسرش میشل اوباما، توافق‌نامه ای را برای تولید سریال‌های مستند، تحت شرکت تولیدی تازه تأسیس اوباما، Higher Ground Productions امضا کردند. در مورد این معامله، میشل گفت: «من همیشه به قدرت داستان سرایی اعتقاد داشتم تا به ما الهام دهد، ما را وادار به تفکر متفاوت دربارهٔ جهان اطراف خود کند و به ما کمک کند تا ذهن و قلب خود را به روی دیگران باز کنیم.» کارخانهٔ آمریکایی برندهٔ جایزهٔ اسکار بهترین فیلم مستند در سال ۲۰۲۰ شد.
در ۱۶ اوت ۲۰۱۸ نتفلیکس یک قرارداد کلی سه ساله با خالق سیاه‌پوست کنیا باریس را اعلام کرد. بر اساس این معامله، باریس مجموعه‌های جدیدی را به‌طور انحصاری در نتفلیکس تولید کرده، و همه
پروژه‌ها را از طریق شرکت تولیدی خود، Khalabo Ink Society تولید و اجرا می‌کند.
در ۲۷ اوت ۲۰۱۸ نتفلیکس با نویسنده پرفروش بین‌المللی هارلن کوبن قرارداد ۵ ساله انحصاری کلی منعقد کرد. طبق این پیمان چند میلیونی، نتفلیکس با کوبن همکاری خواهد کرد تا ۱۴ عنوان موجود و پروژه‌های آینده را توسعه دهد. در همان روز، این شرکت با الکس هیرش، خالق آبشار جاذبه، قرارداد کلی منعقد کرد.
در ۳۱ دسامبر ۲۰۱۸ یک فیلم کنسرت از تور استادیوم معروفیت تیلور سوئیفت در نتفلیکس منتشر شد.
در ژانویه ۲۰۱۹ آموزش جنسی نخستین بار به عنوان یک مجموعه اصلی نتفلیکس با استقبال بسیار منتقدان روبرو شد. که به دلیل طراوت بخشیدن به ژانر درام نوجوان با صداقت، آسیب‌پذیری و گستاخانه ستایش شد.
در فوریه ۲۰۱۹ اعلام شد که ه مایک فلن،، خالق تسخیرشدگی خانه هیل، به عنوان یک شریک در Intrepid Pictures، به یک همکار مستمر Trevor Macy پیوسته‌است، و این دو یک قرارداد کلی انحصاری با نتفلیکس برای تولید محتوای تلویزیونی امضا کرده‌اند.
در ۹ مه ۲۰۱۹ نتفلیکس با ساخت دارک هورس کامیکس برای ساخت مجموعه‌های تلویزیونی و فیلم‌های مبتنی بر این کمیک‌ها، معامله‌ای انجام داد. در همان روز، نتفلیکس به عنوان بخشی از تعهد برای گسترش محتوای آموزشی خود، حق امتیاز رسانه‌های کودکان StoryBots را به دست آورد.
در اوایل اوت ۲۰۱۹ نتفلیکس با خالقان و برنامه‌ریزان بازی تاج‌وتخت، دیوید بنیاف و دی. بی. وایس، قرارداد انحصاری چند ساله فیلم و تلویزیون را بست. گفته می‌شود ارزش وایس ۲۰۰ میلیون دلار است. بنیوف و وایس در نتیجهٔ تعهدات خود نسبت به نتفلیکس، از توافق قبلی با دیزنی برای نوشتن و تولید یک سریجنگ ستارگانکناره گرفتند. نخستین تولید نتفلیکس که توسط بنیوف و وایس ساخته شده، اقتباسی از رمان علمی تخیلی لیو سیشین است.
در ۳۰ سپتامبر ۲۰۱۹ علاوه بر تمدید فصل چهارم سریال چیزهای عجیب، نتفلیکس اعلام کرد که سازندگان سریال برادران دافر را با قراردادی ۹ رقمی برای نمایش فیلم‌ها و تلویزیون‌های اضافی طی چندین سال به امضا رسانده‌اند.
در ۱۳ نوامبر ۲۰۱۹ نتفلیکس و نیکلودئون توافق‌نامهٔ تولید محتوا چند ساله برای تولید چندین فیلم سینمایی انیمیشن اصلی و مجموعه تلویزیونی بر اساس کتابخانه شخصیت‌های نیکلودئون را انجام دادند تا بتوانند با سرویس پخش جریانی جدید Disney +، که راه اندازی کرده‌است، رقابت کنند. روز قبل. این توافق‌نامه در رابطه موجود آنها گسترش یافت و در آن ویژه نامه‌های جدید ساخته شده بر اساس سری گذشته نیکلودئون Invader Zim و Rocko's Modern Life (به ترتیب Invader Zim: Enter the Florpus و Rocko's Modern Life: Static Cling) توسط نتفلیکس منتشر شد. Glitch Techs نخستین سری بود که به عنوان بخشی از توافق‌نامه جدید منتشر شد. سایر پروژه‌های جدید برنامه‌ریزی شده تحت این تیم شامل یک پروژه موسیقی شامل اختاپوس هشت‌پا از مجموعه تلویزیونی انیمیشن باب‌اسفنجی شلوارمکعبی و فیلم‌های ساخته شده بر اساس خانه لاود و Rise of the Teenage Mutant Ninja Turtle. در اوایل مارس ۲۰۲۰ ویاکام سی‌بی‌اس اعلام کرد که در حال تولید دو فیلم اسپین آف بر اساس باب‌اسفنجی شلوارمکعبی برای نتفلیکس است.
در ژانویه ۲۰۲۰ سریال The Goop Lab ساخته گوینت پالترو به عنوان Netflix Original اضافه شد. این منجر به انتقاد گسترده از شرکت جریان برای دادن پلتفرم به پالترو برای تبلیغ شرکت خود Goop شد، که به دلیل ادعاهای غیرمستقیم در مورد اثربخشی درمان‌های بهداشتی و محصولات مورد تبلیغ مورد انتقاد قرار گرفته‌است. در همان ماه، گلوریا سانچز پروداکشنز با نتفلیکس به یک معامله تلویزیونی چندساله با نگاه اول غیر انحصاری و همچنین با پارامونت پیکچرز به یک معامله چند ساله با ویژگی‌های پارامونت پرداخت.
در ۲۵ فوریه ۲۰۲۰ نتفلیکس با شش سازنده ژاپنی برای تولید یک پروژه انیمیشن اصلی ژاپنی همکاری کرد. این مشارکت شامل گروه سازندگان مانگا CLAMP، مانگاکا شین کیبایاشی، مانگاکا یاسو اوتگاکی، رمان‌نویس و کارگردان فیلم اوتسویچی، رمان‌نویس تو اوبوتاکا و خالق مانگا ماری یامازاکی است.
در ۷ آوریل ۲۰۲۰ پیتر چرنین و شرکت او چرنین اینترتینمنت یک قرارداد چند ساله با نتفلیکس برای ساخت فیلم انجام دادند.
در سپتامبر ۲۰۲۰ اعلام شد که نتفلیکس با شاهزاده هری، دوک ساسکس و مگان، دوشس ساسکس یک قرارداد چند میلیون دلاری امضا کرده‌است. هری و مگان به عنوان بخشی از تعهد خود برای کناره‌گیری از وظایف خانوادهٔ سلطنتی، با یک قرارداد چند ساله موافقت کردند که برنامه‌های تلویزیونی، فیلم و محتوای کودکان ایجاد کنند.

### قطب‌های تولیدی
- البوکرکی، نیومکزیکو، ایالات متحدهٔ آمریکا[۲۰۱]
- آیور، باکینگهام‌شر، بریتانیا[۲۰۲]
- لس آنجلس، ایالات متحدهٔ آمریکا[۲۰۳]
- نیویورک، ایالات متحدهٔ آمریکا[۲۰۴]
- ترس کانتوس، مادرید، اسپانیا[۲۰۵]
- مکزیکو سیتی، مکزیک[۲۰۶]

### معاملات فیلم و تلویزیون
نتفلیکس در حال حاضر با چندین استودیو معاملات انحصاری تلویزیونی غیررایگان معاملات تلویزیون پولی دارد در حالی که به ساختارهای شرایط سنتی تلویزیون پولی پایبند هستند، حق پخش انحصاری نتفلیکس را می‌دهند. کتابخانه نتفلیکس در ایالات متحده شامل نسخه‌های جدیدتر Relativity Media و زیر مجموعه Rogue Pictures و همچنین دریم‌ورکس انیمیش (تا مه ۲۰۱۸ زمانی که استودیو قرارداد جدیدی با هولو امضا کرد)، اوپن رود فیلمز (اگرچه این معامله در سال ۲۰۱۷ منقضی شد) انیمیشن جهانی (برای فیلم‌های انیمیشنی که توسط اچ‌بی‌او رد شده‌است)، FilmDistrict، شرکت وینشتاین هاروی واینستین، بنیانگذار آن در سال ۲۰۱۷ به آزار و اذیت جنسی متهم شد، باعث شد نتفلیکس از میزبانی هفتاد و پنجمین دوره جوایز گلدن گلوب با TWC کناره‌گیری کند و به همکاری گُلدن گلوب با استودیوی‌های سونی پیکچرز انیمیشن، استودیوهای والت دیزنی پایان دهد (تا سال ۲۰۱۹).
دیگر توزیع کنندگان که محتوای مجوز را به نتفلیکس داده‌اند عبارتند از: برادران وارنر، یونیورسال پیکچرز، سونی پیکچرز انیمیشن و استودیوی والت دیزنی (از جمله فاکس قرن بیستم). نتفلیکس همچنین دارای حقوق فعلی و کاتالوگ پشت برنامه‌های تلویزیونی توزیع شده توسط تلویزیونهای والت دیزنی، DreamWorks Classics , Kino International، تلویزیون برادران وارنر و توزیع تلویزیون CBS و عنوان‌های سایر شرکت‌ها مانند Allspark (استودیو Hasbro سابق)، برندهای Saban , Funimation و Viz Media هست.
پیش از این، سرویس پخش جریانی حق انتخاب برنامه‌های تلویزیونی توزیع شده توسط NBCUniversal Television Distribution , Sony Pictures Television و 20th Century Fox Television را نیز داشت. نتفلیکس همچنین قبلاً حق انتخاب عنوان‌های را از The Criterion Collection داشت، اما این عنوان‌های از نتفلیکس بیرون کشیده شده و به کتابخانه Hulu اضافه شد. یکی از مهمترین خریدها برای نمایش Breaking Bad، تولید شده توسط تلویزیون Sony Pictures بود. نتفلیکس این حق را پس از فصل سوم نمایش در سال ۲۰۱۰ به دست آورد، در نقطه ای که پخش کننده اصلی AMC احتمال لغو نمایش را ابراز کرده بود. سونی، نتفلیکس را وادار کرد تا به موقع سریال Breaking Bad را برای فصل چهارم منتشر کند، که در نتیجه، به دلیل بینندگان جدیدی که قسمت‌های گذشته را از نتفلیکس می‌دیدند، مخاطبان این برنامه را در AMC بسیار گسترش داد و تا زمان فصل پنجم، بینندگان را دو برابر کرد. بریکینگ بد نخستین نمایشی است که دارای این «اثر نتفلیکس» است.
Epix یک قرارداد پنج ساله با نتفلیکس امضا کرد. در طول دو سال ابتدایی این توافق‌نامه، محتوای نخستین اجرا و برگشت کاتالوگ از Epix منحصر به نتفلیکس بود. فیلم‌های Epix 90 روز پس از نمایش در Epix در نتفلیکس قرار می‌گرفتند. با این حال، شرط انحصار در ۴ سپتامبر ۲۰۱۲ هنگامی که آمازون قراردادی را برای پخش عنوان‌های خود از طریق سرویس پخش جریانی آمازون امضا کرد، به پایان رسید، که شامل فیلمهایی از Paramount , Metro-Goldwyn-Mayer و Lionsgate بود.
در ۱ سپتامبر ۲۰۱۱ Starz گفتگوها را برای تمدید تنظیم جریان خود با نتفلیکس متوقف کرد. در نتیجه، کتابخانه فیلم‌ها و سریال‌های Starz در ۲۸ فوریه ۲۰۱۲ از نتفلیکس حذف شد. عنوان‌های موجود در دی‌وی‌دی تحت تأثیر قرار نگرفتند و هنوز هم می‌توان آنها را از طریق سرویس پست الکترونیکی دی‌وی‌دی از نتفلیکس دریافت کرد. با این حال، فیلم‌های منتخب پخش شده از Starz همچنان تحت مجوز از توزیع کنندگان تلویزیون مربوط در نتفلیکس در دسترس هستند.
نتفلیکس همچنین برای توزیع فیلم‌های انیمیشن از Universal که HBO حاضر به خرید آنها نشد، مانند لوراکس , پارانورمن و مینیون‌ها، مذاکره کرد.
در ۲۳ اوت ۲۰۱۲ نتفلیکس و شرکت وینستین یک قرارداد خروجی چند ساله برای فیلم‌های RADiUS-TWC امضا کردند. در ۴ دسامبر همان سال، نتفلیکس و دیزنی توافق‌نامه چند ساله انحصاری حقوق تلویزیونی اشتراک مشترک نخست ایالات متحده را برای فیلم‌های انیمیشن ولایو اکشن استودیوی والت دیزنی اعلام کردند که از سال ۲۰۱۶ در نتفلیکس در دسترس بود. با این حال، آثار کلاسیک مانند دامبو، آلیس در سرزمین عجایب و پوکاهونتاس پس از اتمام معامله بلافاصله در دسترس بودند. انتشار مستقیم فیلم از سال ۲۰۱۳ در دسترس قرار گرفت. این توافقنامه با دیزنی در سال ۲۰۱۹ به پایان رسید، زیرا این شرکت در حال آماده‌سازی راه اندازی سرویس پخش جریانی جدیدی بود که کلیه نسخه‌های Walt Disney Pictures , Marvel Studios و Lucasfilm را منتشر می‌کند. نتفلیکس حق ادامه پخش سری مارول را که برای این سرویس تولید شده‌اند، حفظ می‌کند. با ادغام دیزنی-فاکس، عنوان‌های سینمایی و تلویزیونی فاکس قرن بیستم احتمالاً پس از انقضا قراردادشان با نتفلیکس از این الگو پیروی خواهند کرد، به جز دو عاشق و یک خرس و زنی پشت پنجره که نتفلیکس احتمالاً حق پخش ایالات متحده را در آن حفظ خواهد کرد. همان‌طور که فاکس و نتفلیکس به‌طور مشترک حقوق توزیع ایالات متحده برای دو عاشق و یک خرس را به دست آوردند، و نتفلیکس حق توزیع زن در پنجره را از استودیوی قرن بیستم کسب کرد.
مدیر عامل تایم وارنر، جفری بیکز در سال ۲۰۱۱ از توانایی نتفلیکس در کسب درآمد از محتوای قدیمی که قبلاً برای شرکت‌های رسانه ای درآمدزا نبود، استقبال می‌کرد. در ۱۴ ژانویه ۲۰۱۳ نتفلیکس با توزیع محتوای کارتون شبکه، انیمیشن برادران وارنر و Adult Swim و همچنین دالاس TNT از ابتدای مارس ۲۰۱۳ توافق‌نامه ای را با سیستم پخش ترنر برادکستینگ سیستم و تلویزیون برادران وارنر امضا کرد. این برنامه‌ها که قبلاً توسط آمازون ویدئو برگزار می‌شد، اندکی پس از انعقاد قرارداد آنها با ویاکوم برای پخش برنامه‌های نیکلودئون و نیک جونیور، به نتفلیکس داده شد. با این حال، رتبه‌بندی Cartoon Network در خانوارهایی که نتفلیکس داشتند ۱۰٪ کاهش یافت و بسیاری از نمایش‌های آن کانال و در مارس ۲۰۱۵ حذف شدند. با این حال، بیشتر نمایش‌های ادالت سوییم در مه همان سال به هولو اضافه شد.
در کانادا، نتفلیکس حق پخش تلویزیونی فیلم‌های Paramount , DreamWorks Animation و فاکس قرن ۲۰ (مشترک با شبکه فیلم) را دارد و هشت ماه پس از انتشار اولیه همه محتوای جدید این استودیوها را توزیع می‌کند. در سال ۲۰۱۵ این شرکت همچنین حقوق تلویزیونی پولی کانادایی فیلم‌های دیزنی را خریداری کرد.
در سال ۲۰۱۴ فلیکس سالمون، وبلاگ نویس، نوشت که نتفلیکس نمی‌تواند «از پس محتوای مشترکان خود برآید». وی به عنوان مدرک ضایع شدن حقوق این شرکت برای پخش چندین فیلم مهم را ذکر کرد. به گفته روزنامه‌نگار مگان مک آردل، از دست دادن این فیلم‌ها برای این شرکت بسیار مشکل ساز بود. به‌طور خاص، وی گفت که «کتابخانه فیلم نتفلیکس دیگر واقعاً جایگزین مناسبی برای مکان اجاره فیلم خوب نیست».
نتفلیکس همچنین از سال ۲۰۱۷ تا ۲۰۱۸ شروع به کسب حقوق توزیع فیلم‌های شخص ثالث کرد. یکی از نخستین خریدهای آن فیلم پارادوکس کلاورفیلد بود که نتفلیکس در اوایل سال ۲۰۱۸ از پارامونت پیکچرز خریداری کرده بود. اندکی پس از پخش نخستین تریلر خود در جریان سوپربول ۵۲. در حالی که فیلم مورد انتقاد قرار می‌گرفت، تحلیلگران معتقد بودند که خرید نتفلیکس از فیلم به سودآوری فوری فیلم برای پارامونت در مقایسه با نمایش تئاتر سنتی کمک می‌کند، در حالی که نتفلیکس از این شگفتی سود برد. از دیگر فیلم‌های خریداری شده توسط نتفلیکس می‌توان به نابودی و اخبار جهان (فیلم) پارامونت اشاره کرد. در فوریه ۲۰۲۰ پس از آنکه تلویزیون ماتل قرارداد پخش سریال تلویزیونی انگلیسی توماس و دوستان در نیکلودئون در ایالات متحده را پایان داد، آنها برای پخش این برنامه در مارس ۲۰۲۰ معامله‌ای را انجام دادند، و این نخستین بار بود که محتوای توماس در دسترس نتفلیکس قرار کی گرفت. از مارس ۲۰۲۰ نتفلیکس چیزی کمتر از ۳۰۰۰ عنوان فیلم را برای پخش در سرویس ایالات متحده ارائه داد، که شامل عنوان‌های (سریال) چند اپیزودی نیست. در ۳ اوت ۲۰۲۰ اعلام شد نتفلیکس در حال مذاکره نهایی برای به دست آوردن حقوق توزیع فیلم زن در پنجره از استودیوی قرن بیستم است.

## پشتیبانی دستگاه و جزئیات فنی
نتفلیکس از طریق مرورگر اینترنت در رایانه‌های شخصی قابل دسترسی است، در حالی که برنامه‌های نتفلیکس در سیستم عامل‌های مختلف از جمله پخش کننده‌های Blu-ray Disc، رایانه‌های لوحی، تلفن‌های همراه، تلویزیون‌های هوشمند، پخش کننده‌های رسانه دیجیتال و کنسول‌های بازی ویدیویی (از جمله Xbox One , PlayStation) در دسترس هستند. Wii U، Xbox 360 و PlayStation 3). Wii و PlayStation 2 نیز قبلاً با نتفلیکس سازگار بودند.
علاوه بر این، شمار فزاینده ای از ارائه دهندگان تلویزیون چند کاناله، از جمله تلویزیون کابلی و خدمات IPTV، همچنین برنامه‌های نتفلیکس را که در جعبه تنظیمات قابل دسترسی هستند، اضافه کرده‌اند، گاهی با قابلیت محتوای آن (همراه با سایر سرویس‌های ویدیویی آنلاین) در یک رابط جستجوی یکپارچه در کنار برنامه‌ریزی تلویزیونی خطی به عنوان یک راه حل «همه‌کاره» ارائه شود.
پخش جریانی 4K به دستگاه و صفحه نمایش سازگار با 4K نیاز دارد که هر دو از HDCP 2.2 پشتیبانی می‌کنند. پخش جریانی 4K در رایانه‌های شخصی به پشتیبانی سخت‌افزاری و نرم‌افزاری از راه حل مدیریت حقوق دیجیتال Microsoft PlayReady 3.۰ که به CPU، کارت گرافیک و محیط نرم‌افزار سازگار نیاز دارد. در حال حاضر، این ویژگی به پردازنده‌های نسل هفتم Intel Core یا بالاتر، ویندوز ۱۰ Nvidia GeForce سری ۱۰ و AMD Radeon 400 یا کارت گرافیک‌های بعدی محدود شده‌است و از طریق مرورگر وب Microsoft Edge یا برنامه جهانی نتفلیکس موجود در فروشگاه مایکروسافت قابل اجرا است.

## فروش و بازاریابی
در طی Q1 201۱ فروش و اجاره دی‌وی‌دی و Blu-ray حدود ۳۵٪ سقوط کرد و فروش دیسک‌های بسته‌بندی شده با ۱۹٫۹۹٪ کاهش به ۲٫۰۷ میلیارد دلار رسید، و هزینه بیشتری برای اشتراک در مقایسه با اجاره‌های فروشگاهی ایجاد کرد. این کاهش به دلیل محبوبیت روزافزون نتفلیکس و سایر سرویس‌های جریانی منسوب شد.
در ژوئیه ۲۰۱۲ نتفلیکس کلی بنت - معاون سابق برادران وارنر، معاون رئیس تعاملی، بازاریابی در سراسر جهان را استخدام کرد تا مدیر ارشد بازاریابی جدید خود شود. این امر همچنین جای خالی مدیر ارشد قبلی لزلی کیلگور که در ژانویه ۲۰۱۲ نتفلیکس را ترک کرد، پر کرد.
وب سایت نتفلیکس تا سال ۲۰۱۸ دارای ۱۱۷٫۶ میلیون مشترک بوده‌است که ۸٫۳ میلیون نفر در سه‌ماهه چهارم سال ۲۰۱۷ اضافه شده‌است.
نتفلیکس یک فید توییتر دارد که برای نمایش توییت در مورد نمایش‌های جدید و آینده شامل هشتگ برای تشویق تعامل مخاطبان خود به تماشای نمایش و کمک به خود هشتگ استفاده می‌شود.

## گسترش بین‌المللی

دسترسی به نتفلیکس براساس داده‌های سال ۲۰۱۶:
در دسترس
غیرقابل دسترس

از اکتبر ۲۰۲۰ نتفلیکس رسماً از ۳۰ زبان برای اهداف رابط کاربری و پشتیبانی مشتری پشتیبانی می‌کند: عربی (استاندارد مدرن)، چینی (ساده شده و سنتی)، کرواتی، چکی، دانمارکی، هلندی، انگلیسی، فنلاندی، فرانسوی، آلمانی، یونانی، عبری، هندی، مجارستانی، اندونزیایی، ایتالیایی، ژاپنی، کره ای، مالایی، نروژی (بوکومل)، لهستانی، پرتغالی (برزیلی و اروپایی)، رومانیایی، روسی، اسپانیایی (کاستیا و آمریکای لاتین)، سواحیلی، سوئدی، تایلندی، ترکی و ویتنامی.
نتفلیکس پس از گسترش جهانی و برای برخی از تولیدات بین‌المللی خود، از جمله The Mechanism , Fauda و Amo، با جنجال‌های سیاسی روبرو شده‌است. در ژوئن ۲۰۱۶ وزیر فرهنگ روسیه، ولادیمیر مدینسکی ادعا کرد که نتفلیکس بخشی از توطئه دولت ایالات متحده برای نفوذ در فرهنگ جهانی است، «ورود به هر خانه، ورود به هر تلویزیون و از طریق آن تلویزیون، ورود به ذهن افراد» این بخشی از استدلال وی در مورد افزایش بودجه سینمای روسیه برای برانگیختن آن در برابر سلطه هالیوود بود.
در فوریه ۲۰۲۰ این شرکت نخستین گزارش خود را دربارهٔ زمان مطابقت با درخواست حذف دولت از محتوا در کشورهایشان منتشر کرد، در مجموع ۹ بار از زمان راه اندازی آن:
- در سنگاپور، نتفلیکس به درخواست‌های حذف برنامه‌های Cooking on High , The Legend of 42۰ و Disjoined در ۲۰۱۸ آخرین وسوسه مسیح در ۲۰۱۹ و The Last Hangover در سال ۲۰۲۰ رضایت داد.
- در آلمان، نتفلیکس به درخواست حذف "شب مردگان زنده۱۹۹۰" عمل کرد.[۲۴۲]
- در ویتنام، نتفلیکس به درخواست حذف کامل «غلاف تمام فلزی» در سال ۲۰۱۷ عمل کرد.
- در نیوزیلند، نتفلیکس درخواست دفتر طبقه‌بندی ادبیات و فیلم، حذف فیلم پل در سال ۲۰۱۵ را پذیرفت.
- در عربستان سعودی، یک اپیزود از سریال Patriot Act with Hasan Minhaj، که به انتقاد دولت می‌پرداخت، حذف کرد. این امر واکنش منفی را در رسانه‌ها به همراه داشت.[۲۴۳][۲۴۴]

در هند، نتفلیکس همراه با Hotstar دیزنی اعلام کرد که برنامه‌ها در اوایل سال ۲۰۱۹ برای اتخاذ رهنمودهای خودتنظیم برای محتوای پخش شده در سیستم عامل‌های آنها در داخل کشور در تلاش برای جلوگیری از اجرای احتمالی قوانین سانسور دولت است. سریال اردنی جن توسط اعضای دولت این کشور به دلیل نقض موازین اخلاقی این کشور محکوم شد و عالی‌ترین دادستان این کشور تلاش کرد پخش سریال را ممنوع کند. در ۳ سپتامبر ۲۰۱۹ نتفلیکس تحت قوانین جدید پخش این کشور درخواست مجوز برای ادامه خدمات پخش جریانی خود در ترکیه را داد. ناظر تلویزیونی شورای عالی رادیو و تلویزیون استانبول (RTÜK) رهنمودهای جدیدی صادر کرد که بر اساس آن ارائه دهندگان محتوا ملزم به دریافت مجوز جدید برای فعالیت در این کشور شدند. بعداً توسط RTÜK به نتفلیکس دستور داده شد که شخصیتهای LGBT را از مجموعه اصلی ترکی Love 101 و The Protector حذف کند. نتفلیکس متعاقباً تولید مداوم سریال ترکی If Only را لغو کرد که همچنین برای حذف یک شخصیت همجنسگرا مجاز به انتشار بود.

## رقبا
موفقیت نتفلیکس با تأسیس شمار زیادی شرکت اجاره دی‌وی‌دی دیگر، در ایالات متحده و خارج از کشور همراه بود. Walmart خدمات اجاره آنلاین را در اکتبر ۲۰۰۲ آغاز کرد اما در مه ۲۰۰۵ بازار را ترک کرد. با این حال، والمارت بعداً خدمات اجاره Vudu را در سال ۲۰۱۰ خریداری کرد.
بلاک باستر‌فیلم با خدمات اشتراک ماهانه ۱۹٫۹۵ دلار (معادل ۲۷ دلار در سال ۲۰۱۹) در اوت ۲۰۰۴ وارد بازار آنلاین ایالات متحده شد. که باعث ایجاد اختلاف به دلیل قیمت‌ها شد. نتفلیکس درست قبل از راه اندازی بلاک باستر طرح محبوب سه دیسک خود را از ۱۹٫۹۵ دلار به ۲۱٫۹۹ دلار رسانده بود، اما تا اکتبر، نتفلیکس این هزینه را به ۱۷٫۹۹ دلار کاهش داد. بلاک باستر برای یک بار با نرخ‌هایی معادل ۱۴٫۹۹ دلار آمریکا پاسخ داد، اما در اوت ۲۰۰۵ هر دو شرکت با نرخ‌های یکسان تسویه حساب کردند. در ۲۲ ژوئیه ۲۰۰۷ نتفلیکس در تلاش برای رقابت بهتر با پیشنهادهای فقط آنلاین بلاک باستر، قیمت دو برنامه محبوب خود را با ۱٫۰۰ دلار کاهش داد. در ۴ اکتبر ۲۰۱۲ شبکه Dish برنامه‌های ساخت بلاک باستر را به عنوان رقیبی برای سرویس آنلاین نتفلیکس کنار گذاشت.
در سال ۲۰۰۵ نتفلیکس از Amazon.com به عنوان یک رقیب بالقوه نام برد که تا سال ۲۰۰۸ اجاره آنلاین فیلم را در انگلستان و آلمان ارائه می‌داد. آمازون LoveFilm را در سال ۲۰۱۱ خریداری کرد. علاوه بر این، آمازون اکنون فیلم‌ها و نمایش‌های تلویزیونی را از طریق Amazon Video (که قبلاً Amazon Video On Demand و LOVEFiLM Instant بود) پخش می‌کند.
Redbox یکی دیگر از رقبایی است که از روش کیوسک استفاده می‌کند: مشتریان به جای ارسال دی‌وی‌دی، DVDها را در کیوسک‌های سلف سرویس واقع در کلان‌شهرها می‌گیرند و پس می‌دهند. در سپتامبر ۲۰۱۲ Coinstar، دارندگان Redbox، اعلام کردند که قصد دارند با Verizon شریک شوند تا Redbox Instant توسط Verizon را تا اواخر سال ۲۰۱۲ راه اندازی کنند.
CuriosityStream، یک سرویس مبتنی بر اشتراک و بدون تبلیغات که از مارس ۲۰۱۵ شروع به کار کرده، محتوای کاملاً غیر داستانی در زمینه‌های علمی، فناوری، تمدن و روحیه انسانی را ارائه می‌دهد ، «نتفلیکس جدید غیر داستانی» لقب گرفته‌است.
Hulu Plus، مانند نتفلیکس و Amazon Prime Instant Video، «معاملات اختصاصی خود را برای محتوای اختصاصی و اصلی» انجام می‌دهد، و نتفلیکس را ملزم می‌کند «نه تنها به جذب مشترکان جدید ادامه دهد، بلکه مشترکان موجود را نیز راضی نگه دارد».
نتفلیکس تا حد زیادی از ارائه پورنوگرافی اجتناب می‌کند، اما چندین سرویس اشتراک «فیلم بزرگسالان» از نتفلیکس الهام گرفته شده‌است.
در استرالیا، نتفلیکس با استن، رقیب محلی SVOD که فقط در بازار استرالیا فعالیت می‌کند، رقابت می‌کند و در حال حاضر نتفلیکس را با قیمت ماهانه پایین می‌آورد در حالی که از محتوای اصلی استرالیا به عنوان پیشنهاد اصلی خود استفاده می‌کند. نتفلیکس در حال حاضر پیشرو قابل توجهی در سهم بازار نسبت به Stan است، به طوری که در سال ۲۰۱۹ به بیش از ۱۱٫۵ میلیون کاربر خانگی در استرالیا رسیده‌است در حالی که Stan در همان مدت به بیش از ۲٫۵ میلیون کاربر خانگی رسیده‌است. در کشورهای شمال اروپا، نتفلیکس با Viaplay , HBO Nordic و C More رقابت می‌کند. در جنوب شرقی آسیا، نتفلیکس با iflix , Astro On the Go , iWant TFC , Sky on Demand , Singtel TV و HomeCable OnDemand رقابت می‌کند. در نیوزیلند، نتفلیکس با شرکتهای محلی پخش از جمله تلویزیون نیوزیلند (TVNZ)، شبکه Sky Television , Lightbox , Neon و Quickflix رقابت می‌کند. در ایتالیا، نتفلیکس با Infinity , Now TV و TIMvision رقابت می‌کند. در آفریقای جنوبی، نتفلیکس با Showmax رقابت می‌کند. در منطقه MENA، نتفلیکس با icflix , Starz Play Arabia , OSN's Wavo و iflix Arabia رقابت می‌کند. همچنین، در برزیل، نتفلیکس با Globoplay، سرویس پخش جریمه Grupo Globo، رقابت می‌کند.
در مکزیک، Televisa در سال ۲۰۱۶ محتوای خود را از نتفلیکس حذف کرد و آن را به سرویس پخش جریانی خود Blim منتقل کرد.
شرکت والت دیزنی سرویس پخش جریانی خود را به نام دیزنی پلاس در نوامبر ۲۰۱۹ راه اندازی کرد. در نتیجه، محتوای دیزنی که در حال حاضر در نتفلیکس میزبانی می‌شود، طی دو سال آینده از بین می‌رود. دیزنی در اوایل سال ۲۰۲۰ گزارش داد که شمار مشترکان آنها ۵۰ میلیون نفر در سطح جهانی تخمین زده شده‌است - ۲۲ میلیون افزایش نسبت به گزارش قبلی دو ماه قبل.

## جوایز
در ۱۸ ژوئیه ۲۰۱۳ نتفلیکس در شصت و پنجمین جوایز امی ساعات پربیننده نخستین جایزه امی ساعات پربیننده را برای برنامه‌های تلویزیونی وب آنلاین به دست آورد. سه سری ازبرنامه‌های آن، مجموعاً ۱۴ نامزدی را به دست آوردند (۹ مورد برای خانه پوشالی، سه مورد برای پرورش شکست خورده و دو مورد برای هملاک گراو). فصل نخست خانهٔ پوشالی چهار نامزد دریافت شصت و پنجمین جوایز امی ساعات پربیننده و ۶۵ امین جایزه هنرهای خلاقانه Primetime Emmy را دریافت کرد، و این نخستین وب سایت یک مجموعه تلویزیونی است که نامزد دریافت جایزه اصلی Primetime Emmy را دریافت می‌کند: دیوید فینچر در دسته کارگردانی برجسته برای سریال درام قرار گرفت. "فصل ۱" به عنوان نخستین صفحه وب برای کسب نامزدی جایزه هنری خلاق Creative Arts به "پرواز ققنوس" از Arrested Development و "بچه‌های شب" هملاک گروو پیوست و با برنده شدن برای فیلمبرداری برجسته برای یک سری دوربین‌های تک، "فصل ۱ "نخستین برنامه وب سایت بود که Emmy گرفت. برنده شدن فینچر برای کارگردانی یک سریال درام، این اپیزود را به نخستین وب سایت کد Primetime Emmy اعطا کرد.
در ۱۲ دسامبر ۲۰۱۳ این شبکه شش نامزد دریافت جایزه گلدن گلوب، از جمله چهار نامزد جایزه خانه پوشالی را به دست آورد. از جمله این نامزدها، رایت برای جایزه گلدن گلوب بهترین بازیگر زن - سریال تلویزیونی درام برای بازی در نقش کلر آندروود، که در هفتاد و یکمین مراسم گلدن گلوب در ۱۲ ژانویه برنده شد، بود. با این افتخار، رایت نخستین بازیگری بود که برای یک مجموعه تلویزیونی وب آنلاین برنده گلدن گلوب شد، که همچنین نخستین جایزه مهم بازیگری نتفلیکس را رقم زد. House of Cards and Orange is the New Black همچنین در سال ۲۰۱۳ برنده جایزه پیبادی شدند.
در ۱۰ ژوئیه ۲۰۱۴ نتفلیکس ۳۱ نامزدی امی را دریافت کرد. در میان دیگر نامزدها، خانهٔ پوشالی نامزدی سریال‌های برجسته درام، کارگردانی برجسته در یک سریال درام و نویسندگی برجسته در یک سریال درام را دریافت کرد. کوین اسپیسی و رابین رایت نامزد بهترین بازیگر نقش اول زن و بازیگر نقش اول زن در یک سریال درام شدند. نارنجی مد جدید است در دسته‌های کمدی نامزد شد و نامزدی‌های سریال‌های کمدی برجسته، نویسندگی برجسته یک سریال کمدی و کارگردانی برجسته یک سریال کمدی را به دست آورد. تیلور شیلینگ، کیت مالگرو و اوزو آدوبا به ترتیب برای بازیگر نقش اول زن در یک سریال کمدی، بازیگر نقش مکمل زن در یک سریال کمدی و بازیگر مهمان برجسته در یک سریال کمدی نامزد شدند.
نتفلیکس با ۱۶ نامزدی عمده بیشترین سهم را در نامزدهای دریافت جایزه امی در سال ۲۰۱۶ کسب کرد. با این حال، پخش‌های جریانی فقط ۲۴ نامزد از مجموع ۱۳۹ نامزد را به خود اختصاص داده‌اند. ۱۶ نامزد نتفلیکس عبارتند از: خانه پوشالی با کوین اسپیسی، A Very Murray Christmas با بیل موری، کیمیا اشمیت نشکن، استاد هیچ و Bloodline.
Stranger Things در مراسم Primetime Emmy Awards 201۷ نامزد ۱۹ جایزه و The Crown نامزد ۱۳ جایزه شدند.
در آوریل ۲۰۱۷ نتفلیکس در جوایز تنوع در رسانه‌های انگلستان نامزد پخش کننده سال شد.
در دسامبر ۲۰۱۷ نتفلیکس به دلیل تبلیغ فیلم‌ها و مستندهای مربوط به حقوق حیوانات مانند Forks Over Knives و What the Health به عنوان شرکت سال، PETA اهدا گرفت.
در نودمین دوره جوایز اسکار، که در ۴ مارس ۲۰۱۸ برگزار شد، نتفلیکس برنده اسکار بهترین فیلم مستند برای فیلم ایکاروس شد. برایان فاگل، کارگردان و نویسنده در طی اظهارات خود در پشت صحنه اظهار داشت که نتفلیکس «جهان مستند را به تنهایی تغییر داده‌است». ایکاروس نخستین بار در جشنواره فیلم ساندنس ۲۰۱۷ به نمایش درآمد و توسط نتفلیکس به مبلغ ۵ میلیون دلار خریداری شد که یکی از بزرگترین معاملات فیلم غیر داستانی است.
نتفلیکس با ۱۱۲ نامزدی به عنوان نامزدترین جوایز Emmy Awards Primetime و Creative Arts سال ۲۰۱۸ شناخته شد، بنابراین رکورد ۱۷ سال HBO را به عنوان بیشترین نامزد شبکه در Emmy با دریافت ۱۰۸ نامزدی، شکست داد.
در ۲۲ ژانویه ۲۰۱۹ نتفلیکس ۱۵ نامزدی را برای ۹۱مین دوره جوایز اسکار به دست آورد، از جمله بهترین فیلم برای آلفونسو کوارون رم، که برای ۱۰ جایزه نامزد شده بود. این ۱۵ نامزد برابر با کل نامزدی‌هایی است که نتفلیکس در سال‌های گذشته دریافت کرده بود. حضور بیشتر آن در جوایز اسکار باعث شده‌است که فیلمسازانی مانند استیون اسپیلبرگ علیه نامزدی محتوای جریانی صحبت کنند. به عنوان یک راه حل احتمالی، نتفلیکس در حال خرید تئاتر مصر Grauman برای میزبانی از رویدادها و نمایش فیلم‌ها و سریال‌های خود است. با این حال، هیچ برنامه ای برای عرضه کامل نمایش‌های تئاتر در آنجا وجود ندارد.
در سال ۲۰۲۰ نتفلیکس ۲۰ جایزه تلویزیونی و ۲۲ نامزدی فیلم در جوایز گلدن گلوب کسب کرد. این فیلم از پنج نامزدی بهترین سریال‌های تلویزیونی درام برای The Crown , Ozark و Ratched و چهار نامزد از پنج نامزدی بهترین بازیگر زن در یک سریال تلویزیونی را تأمین کرد: اولیویا کلمن، اما کورین، لورا لینی و سارا پاولسون. نتفلیکس همچنین ۳۰ بار نامزد جوایز اصناف Screen Actor Guilds شد.

## دارایی و درآمد

### ۲۰۱۰
در سال ۲۰۱۰ قیمت سهام نتفلیکس با افزایش ۲۱۹ درصدی به ۱۷۵٫۷۰ دلار رسید و هشت میلیون مشترک به آن افزود و مجموع آن را به ۲۰ میلیون نفر رساند. درآمد ۲۹٪ جهش کرد و به ۲٫۱۶ میلیارد دلار رسید و درآمد خالص ۳۹٪ افزایش داشت و به ۱۶۱ میلیون دلار رسید.

### ۲۰۱۱
انتظار می‌رود در آوریل ۲۰۱۱ نتفلیکس در سه‌ماهه نخست سال ۲۰۱۱ ۱٫۰۷ دلار سود به‌دست آورد که از درآمد ۷۰۵٫۷ میلیون دلاری برخوردار است، طبق یک نظرسنجی از ۲۵ تحلیلگر، در مقایسه با سود قبلی ۵۹ از درآمد ۴۹۳٫۷ میلیون دلاری، افزایش چشمگیری داشته‌است.
در اوج خود، در ژوئیه ۲۰۱۱ سهام نتفلیکس با قیمت ۲۹۹ دلار معامله شد. پس از عدم رضایت مشتری و در نتیجه از دست دادن مشترکان پس از اعلامیه مدیر عامل شرکت هاستینگز مبنی بر اینکه هزینه پخش جریانی و اجاره دی‌وی‌دی جداگانه شارژ می‌شود، منجر به قیمت بالاتری برای مشتریانی می‌شود که هر دو را بخواهند (در ۱ سپتامبر) و اینکه اجاره دی‌وی‌دی جدا می‌شود به عنوان شرکت تابعه Qwikster (در ۱۸ سپتامبر)، قیمت سهام با افت شدید مواجه شد و به حدود ۱۳۰ دلار رسید. با این حال، در ۱۰ اکتبر ۲۰۱۱ برنامه‌های انشعاب شرکت لغو شد. وی در وبلاگ نتفلیکس اظهار داشت که دلیل این امر این است که «دو وب سایت کار را دشوارتر می‌کند». در ۲۲ نوامبر، سهم نتفلیکس سقوط کرد، زیرا قیمت سهام تا ۷ درصد کاهش یافت. تا دسامبر ۲۰۱۱ نتفلیکس بیش از ۷۵ درصد ارزش کل خود را از تابستان از دست داد. ودبوش با توصیف مدل تجاری خود به عنوان «شکسته»، رتبه سهام نتفلیکس را به «عملکرد ضعیف»، معادل فروش کاهش داد.

### ۲۰۱۴
در مه ۲۰۱۴ نتفلیکس هزینه مشترکان انگلیس را ۱ پوند افزایش داد. افزایش قیمت بلافاصله برای مشترکان جدید اعمال شد، اما برای اعضای موجود دو سال به تأخیر افتاد. نتفلیکس افزایش مشابهی را در ایالات متحده (افزایش ۱ دلار) و منطقه یورو (افزایش ۱ یورو) اعمال کرد. به گفته فوربز، «نتفلیکس می‌تواند با این اقدام تقریباً ۵۰۰ میلیون دلار درآمد سالانه تنها در ایالات متحده تا سال ۲۰۱۷» و «تقریباً ۲۰۰–۲۵۰ میلیون دلار درآمد افزایشی حاصل از تغییرات قیمت در بازارهای بین‌المللی» داشته باشد. با این حال، فلیکس سالمون رویترز در مورد آینده مالی نتفلیکس انتقاد می‌کند و خاطرنشان می‌کند که «هر زمان که نتفلیکس حاشیه سود ایجاد کند، استودیوها قیمت‌های خود را تا زمانی که این حاشیه از بین نرود، افزایش می‌دهند».

### ۲۰۱۶
در آوریل ۲۰۱۶ نتفلیکس اعلام کرد که نرخ مشترک وفاداری در کشورهایی خاص را برای مشترکانی که قبل از افزایش قیمت به‌طور مداوم مشترک بودند، پایان می‌دهد. نتفلیکس در سال ۲۰۱۶ حدود ۵ میلیارد دلار برای محتوای اصلی هزینه کرد؛ این رقم با درآمد سال ۲۰۱۵ معادل ۶٫۷۷ میلیارد دلار (۲۰۱۵) مقایسه می‌شود.

### ۲۰۱۹
در سال ۲۰۱۹ نتفلیکس درآمد ۲۰٫۱ میلیارد دلار و درآمد خالص ۱٫۹ میلیارد دلار را گزارش کرد. دارایی این شرکت ۳۴٫۰ میلیارد دلار بود، در درجه اول دارایی‌های محتوایی (۲۴٫۵ میلیارد دلار). نتفلیکس اکنون بزرگترین خریدار محتوای ویدیویی در سطح جهان محسوب می‌شود.

### ۲۰۲۰
در سال ۲۰۲۰ در طی بیماری همه گیر کووید-۱۹ نتفلیکس گزارش داد «درآمد سه‌ماهه منتهی به ۳۱ مارس ۲۰۲۰ ۵٫۷۶۸ میلیارد دلار بوده که ۲۷٫۵۸ درصد افزایش نسبت به سال گذشته‌است.» در نوامبر، نتفلیکس وعده بودجه یک میلیارد دلاری به ABQ داد که این استدیو را به بزرگترین استودیو در جهان تبدیل کند.

## انتقادات

### دسترسی
در سال ۲۰۱۱ نتفلیکس توسط انجمن ملی ناشنوایان ایالات متحده به دلیل عدم ارائه زیرنویس برای ناشنوایان یا کم شنوایان در مورد همه مطالب خود با استناد به قانون آمریکایی‌های دارای معلولیت، مورد شکایت قرار گرفت. بعداً نتفلیکس با یک توافق موافقت کرد که کل کتابخانه خود را تا سال ۲۰۱۴ عنوان می‌کرد و تا سال ۲۰۱۶ عنوان را برای محتوای جدید ظرف هفت روز از انتشار در دسترس قرار دهد. در یک تصمیم منتشر نشده در سال ۲۰۱۵ دادگاه تجدیدنظر مدار نهم حکم داد که ADA در این مورد به نتفلیکس اعمال نمی‌شود، زیرا «به هیچ مکان واقعی و فیزیکی متصل نیست». نتفلیکس همچنان با انتقاد طرفداران حقوق معلولیت به دلیل کیفیت عنوان برخی از مطالب خود روبرو شده‌است.

### پهنای باند و مصرف انرژی
در ۱۸ مارس ۲۰۲۰ تیری برتون، کمیساریای اروپا برای بازار داخلی و خدمات، از خدمات پخش جریانی از جمله نتفلیکس خواست تا به منظور کاهش فشار بر پهنای باند اروپا، خدمات خود را کاهش دهند. اقدامات محدود شده در طول بیماری همه گیر کووید-۱۹ فشار بر شبکه‌ها را با افرادی که هم در خانه کار می‌کنند و هم به دنبال سرگرمی هستند افزایش داد. نتفلیکس با کاهش ۲۵ درصدی جریان خود در کشورهای اتحادیه اروپا به مدت ۳۰ روز موافقت کرد. اگرچه میزان پخش جریانی ۲۵ درصد کاهش می‌یافت، کاربران همچنان می‌توانستند با کیفیت تصویر پایین و با کیفیت HD و 4K جریان داشته باشند.

### محتوا و مشارکت
در یک صفحه از نیویورک تایمز در ۲۳ ژوئن ۲۰۱۹ بازیگر و فیلمنامه‌نویس کومایل نانجیانی گفت:
این بسیار بدبینانه است، اما من فکر می‌کنم استاندارد کیفیت برای افرادی که در خانه چیزهایی را تماشا می‌کنند یکسان نیست [همان‌طور که در مورد نمایش‌های تئاتر وجود دارد] .... من نمی‌خواهم زیاد به نتفلیکس انتقاد کنم، آنها شگفت‌آور هستند چیزهایی است، و آنها افرادی را جلوی دوربین می‌آورند که شاید هیچ وقت شانس جلوی دوربین بودن را نداشته‌اند، اما همچنین فکر می‌کنم نتفلیکس ترجیح می‌دهد پنج چیز که مردم کمی دوست دارند به جای یک چیز که مردم واقعاً دوست دارند را در محتویاتش داشته باشد. باشد.
تولیدات انفرادی نتفلیکس نیز در مورد محتوای آنها با اختلاف نظر روبرو شده‌است. در سال ۲۰۱۸ مطبوعات استدلال کردند که سریال «۱۳ دلیل» مسائل بهداشت روان مانند خودکشی، افسردگی و استرس پس از سانحه را جذاب جلوه می‌دهد. دانشمندان همچنین این تولیدات را به عدم مسئولیت اخلاقی شرکت متهم کردند. نتفلیکس به دلیل استفاده از تصاویر سهام فاجعه ریلی Lac-Mégantic در ۲۰۱۳ در Bird Box و Travellers مورد انتقاد قرار گرفت. این فیلم متعاقباً جایگزین شد. در ژانویه ۲۰۱۹ نتفلیکس پس از درخواست کمیسیون ارتباطات و فناوری اطلاعات، با استناد به مطالب انتقادی از این کشور (مانند محمد بن سلمان و کارزار نظامی به رهبری عربستان در یمن)، یک قسمت از قانون میهن‌پرستی با حسن منهاج در عربستان سعودی را سانسور کرد.
اعلام همکاری شرکت گوینت پالترو گوپ با نتفلیکس منجر به انتقاد شد و خاطرنشان کرد که این شرکت به دلیل ادعاهای غیرمستقیم در مورد اثربخشی درمان‌های بهداشتی و محصولات مورد تبلیغ خود بارها مورد انتقاد قرار گرفته‌است. چندین منتقد استدلال کردند که اعطای دسترسی Goop به بستر نتفلیکس «برد علم شبه» است.

### مدل پخش فیلم
مدل توزیع نتفلیکس برای فیلم‌های اصلی منجر به درگیری با صنعت فیلم میراث شده‌است. برخی از سینماها از نمایش فیلم‌هایی که توسط نتفلیکس به صورت تئاتری توزیع شده‌است (در درجه اول برای اطمینان از واجد شرایط بودن جوایز) خودداری کرده‌اند، زیرا از پنجره استاندارد سه‌ماهه اکران سرپیچی می‌کند و آنها را به‌طور همزمان در سیستم پخش خود پخش می‌کند. استیون اسپیلبرگ، فرماندار شعبه مدیران آکادمی علوم و هنرهای سینمایی (AMPAS)، نسبت به تجربه «سینما» ، انتقاد کرده‌است، اما بعداً با استدلال اینکه بینندگان باید به «داستانهای عالی»، نیاز داردند و باید بتوانید «سرگرمی آنها را به هر شکل و مدی که مناسب آنها باشد پیدا کنید». در آوریل ۲۰۱۹ AMPAS رأی مخالف احتمال تغییر در معیارهای واجد شرایط بودن جوایز آکادمی برای حساب کردن خدمات جریانی مانند نتفلیکس داد، اگرچه جان بیلی، رئیس AMPAS اظهار داشت که این سازمان «مطالعات عمیق در صنعت ما را بیشتر مطالعه خواهد کرد».
در سال ۲۰۱۸ نتفلیکس در پاسخ به قوانین جدیدی که باید فیلم‌های مسابقه در سینماهای فرانسه اکران شود، از جشنواره کن خارج شد. نمایش نخست فیلم Okja در کن در سال ۲۰۱۷ بحث‌برانگیز بود و منجر به بحث در مورد مناسب بودن فیلم‌ها با نمایش‌های دیجیتالی همزمان در یک رویداد نمایش فیلم تئاتر شد. در مراسم اکران اعضای مخاطبان نیز استقبال خوبی نداشتند. تلاش‌های نتفلیکس برای مذاکره برای اجازه اکران محدود در فرانسه توسط برگزارکنندگان و همچنین قانون استثنای فرهنگی فرانسه محدود شد - جایی که فیلم‌های نمایش داده شده در تئاتر به‌طور قانونی ممنوع است و از طریق خدمات درخواستی ویدیو حداقل تا ۳۶ ماه پس از انتشار در دسترس است.
با شروع جشنواره بین‌المللی فیلم تورنتو ۲۰۱۹ نمایش فیلم‌ها در تئاتر Scotiabank Toronto - یکی از مکانهای اصلی جشنواره - ممکن است محدود شود و در صورت توزیع توسط خدماتی مانند نتفلیکس، در سایر نقاط (مانند TIFF Bell Lightbox و سایر سینماهای محلی) نمایش داده شود. برگزارکنندگان اظهار داشتند که این محدودیت به دلیل سیاستی است که توسط مالک و مجری Cineplex Entertainment اعمال شده و نیاز به رعایت پنجره‌های نمایشی ۳ ماهه دارد.

### فرار مالیاتی
طبق یک وبلاگ توسط مؤسسه مالیات و سیاست‌های اقتصادی، نتفلیکس بیشترین سود خود را در ایالات متحده برای سال ۲۰۱۸ گزارش کرد، اما هیچ چیز را به عنوان مالیات فدرال یا ایالتی پرداخت نکرد. توضیح این است که قانون مالیات ایالات متحده به شرکتها اجازه می‌دهد از درآمد خارجی اعتبار مالیاتی بگیرند و بنابراین از مالیات مضاعف جلوگیری می‌کنند. سناتور آمریکایی برنی سندرز نتفلیکس را به این دلیل هم در توییتر و هم در یک رویداد سالن فاکس نیوز در ۱۵ آوریل ۲۰۱۹ مورد انتقاد قرار داده‌است. سخنگوی نتفلیکس چنین ادعاهایی را «نادرست» عنوان کرده‌است، اما هیچ مدرکی مبنی بر پرداخت هرگونه مالیات ایالتی یا فدرال توسط نتفلیکس ارائه نشده‌است.
ادعاهای فرار مالیاتی نیز توسط دادستانهای ایتالیا در دست بررسی است. در حالی که نتفلیکس دفتر مرکزی در ایتالیا ندارد، دادستانی ادعا می‌کند که زیرساخت‌های دیجیتالی مانند سرورها و کابل‌ها به معنای حضور فیزیکی در این کشور است.

### ادعای چهره بازدیدکننده
برخی از سازمانهای رسانه ای و رقبای نتفلیکس به ندرت و به صورت انتخابی رتبه‌ها و شمار بینندگان خود را منتشر کرده‌اند. نمونه قابل توجهی از این فیلم شامل فیلم جعبه پرنده است. یک هفته پس از انتشار، نتفلیکس ادعا کرد که بیشترین رکورد هفت روز مشاهده را در بین فیلم‌های اصلی خود با بیش از ۴۵ میلیون بیننده داشته‌است، اما داده‌هایی برای تأیید آن ارائه نکرده‌است. همچنین مقایسه دقیق موفقیت یک هفته ای آن با یک رویداد مهم فرهنگی مانند سوپر بول یا جوایز اسکار یا اجرای یک فیلم پرفروش امکان‌پذیر نبود. در ژوئن ۲۰۱۹ نتفلیکس ادعا کرد که ۳۰ میلیون و ۸۶۹ هزار و ۸۶۳ حساب با وجود فیلم انتقام جویانه Murder Mystery، با بازی آدام سندلر و جنیفر آنیستون، به عنوان بزرگترین «آخر هفته افتتاحیه» برای یک فیلم اصلی نتفلیکس، شناخته شده‌است. اگر این فیلم در سینماها بود، معادل ۵۵۶ میلیون دلار بر اساس قیمت بلیت ۹ دلار درآمد کسب می‌کرد. منتقدان شک داشتند که این شمار از مردم فیلم را تماشا می‌کردند، زیرا این فیلم باعث محبوبیت بیشتر فیلم نسبت به بازی تاج و تخت می‌شد.
در سه‌ماهه چهارم سال ۲۰۱۹ نتفلیکس روشی را که برای تخمین بینندگان برای یک نمایش استفاده کرد تغییر داد. پیش از این، نتفلیکس در صورت تماشای ۷۰٪ از برنامه، بیننده ای را جزو تماشاگران خود در نظر می‌گرفت. با تغییر جدید، یک بیننده برای شمارش فقط باید دو دقیقه از نمایش را تماشا کند. نتفلیکس با اندازه‌گیری دو دقیقه ای نشان داد که تماشاگر تماشای این برنامه را انتخاب کرده‌است و بنابراین جزو بینندگان آن حساب شده‌است. این امر همچنین عواملی مانند طول کار را از بین برد، به طوری که با کارهای کوتاه و طولانی به یک اندازه رفتار می‌شود. در بیانیه ای به سهامداران، نتفلیکس این افزایش میزان بازدید را به‌طور متوسط ۳۵٪ تخمین زد. این معیار جدید مورد انتقاد قرار گرفت، زیرا مفسران احساس می‌کردند دو دقیقه برای جلب یک بیننده از نمایش بسیار کم است، و در عوض اقدام نتفلیکس افزایش تماشای مصنوعی بود تا شمار آنها را با شبکه‌های تلویزیونی و فروش بلیت فیلم، Witcher با HBO's Game of Thrones. قابل مقایسه کند.

### گسترش شبه‌علم
مدت‌هاست که نتفلیکس به دلیل ارائه محتوایی که نظریه‌های شبه علم و توطئه سلامتی، مورد انتقاد قرار گرفته‌است. متخصصان بهداشت و درمان با استدلال در مورد فیلم، تأثیرات منفی خوردن تخم مرغ را اغراق کرده و خطرات رژیم غذایی غنی از شکر را بی‌اهمیت می‌دانند، و به استدلال این فیلم، مستندات What the Health در سال ۲۰۱۷ را اصلاح کردند. انجمن پزشکی استرالیا (AMA) از نتفلیکس خواست تا از فهرست خود قرص جادویی را حذف کند، مستندی که توسط آشپز مشهور پیت ایوانز روایت می‌شود و ادعا می‌کند رژیم کتوژنیک به درمان انواع بیماری‌ها، مانند آسم و سرطان کمک می‌کند. آنها ادعاهای مطرح شده در فیلم را تأیید نکردند و AMA اصرار داشت که ارتقا رژیم غذایی بدون نظارت متخصصان بهداشتی دارای خطرات زیادی برای ایجاد کمبودهای تغذیه‌ای است.
این اتهامات در سال ۲۰۲۰ شدت گرفت، و پلت فرم برنامه‌های اصلی مانند The Goop Lab و Down to Earth را با Zac Efron ارائه داد. از لحظه ای که قرارداد خود را با سبک زندگی گوینت پالترو گوپ در فوریه ۲۰۱۹ امضا کرد، نتفلیکس با انتقادات گسترده‌ای روبرو شد. این معامله بارها و بارها به عنوان «برد شبه علم» توصیف شد. هنگامی که آزمایشگاه Goop در دسترس قرار گرفت ، انتقادات شدیدی را به دنبال داشت. نمایش افرون همچنین به دلیل ارتقا pse علم شبه و توصیه‌های بهداشتی سؤال برانگیز به بینندگان خود بسیار مورد انتقاد قرار گرفت.
نانازها، یک فیلم فرانسوی است که در سال ۲۰۲۰ توسط نتفلیکس در سطح بین‌المللی توزیع می‌شود، پس از انتشار به دلیل ادعاهای مربوط به نگاه جنسی به کودکان، به ویژه در پاسخ به پوستری که در ابتدا در سکوی پخش جریانی نمایش داده شده بود که پس از آن تغییر کرد، جنجال به پا کرد. سیاستمداران و مقامات دولتی در ترکیه و ایالات متحده شکایات مختلفی از جمله خواستار تحقیق در مورد «نقض احتمالی استثمار کودکان و قوانین پورنوگرافی کودکان» کردند و خواستار حذف داوطلبانه فیلم توسط نتفلیکس شدند. کارگردان فیلم، Maïmouna Doucouré، در دفاع از فیلم اظهار داشت که «این تلاش می‌کند نشان دهد که فرزندان ما باید وقت بچه دار شدن را داشته باشند، و ما در بزرگسالی باید از بی گناهی آنها محافظت کنیم و تا آنجا که ممکن است آنها را بی گناه نگه داریم.» در ۲۳ سپتامبر ۲۰۲۰ نتفلیکس توسط هیئت منصفه اعظم تگزاس به دلیل «تبلیغ مواد بصری شرور به تصویر کشیدن کودک» متهم شد.

## تأثیرات
ظهور نتفلیکس بر نحوه تماشای محتوای تلویزیونی توسط مخاطبان تأثیر گذاشته‌است. مدیر عامل نتفلیکس، نیل هانت خاطرنشان می‌کند که اینترنت به کاربران امکان تماشای نمایش با سرعت خود را می‌دهد. نتفلیکس به سازندگان محتوا اجازه داده‌است از فرمت‌های سنتی که اسلات‌های زمانی ۳۰ دقیقه ای یا ۶۰ دقیقه ای را هفته ای یکبار مجبور می‌کنند، دور شوند، که به گفته آنها به آنها برتری بیشتری نسبت به شبکه‌ها می‌دهد. مدل آنها بستری را فراهم می‌کند که امکان پخش زمان‌های مختلف در هر قسمت را براساس یک داستان روایت می‌کند، از یک هفته به هفته تکرار می‌کند و تصور مشخصی از «فصل» ندارد. این انعطاف‌پذیری همچنین به نتفلیکس اجازه می‌دهد تا زمانی که مخاطبان خود را پیدا نکند، یک نمایش را پرورش دهد، برخلاف شبکه‌های سنتی که اگر نتواند رتبه‌های ثابت را حفظ کند، به سرعت نمایش را لغو می‌کنند.
نتفلیکس از تولید سنتی ضروری یک قسمت آزمایشی برای تثبیت شخصیت‌ها خودداری کرده تا به شبکه اثبات کند که مفهوم نمایش موفقیت‌آمیز خواهد بود. کوین اسپیسی در جشنواره بین‌المللی تلویزیون ادینبورگ در مورد چگونگی تأثیر مدل جدید نتفلیکس برای تولید House of Cards صحبت کرد: «نتفلیکس تنها شرکتی بود که گفت ما به شما ایمان داریم. ما داده‌های خود را اجرا کردیم و این به ما می‌گوید مخاطبان ما این سریال را تماشا می‌کنند». شبکه‌های سنتی حاضر نیستند میلیون‌ها دلار را در نمایش‌ها بدون دیدن نخستین قسمت به خطر بیندازند، اما اسپیسی اشاره می‌کند که ۱۱۳ قسمت اولیه در سال ۲۰۱۲ ساخته شده‌اند. ۳۵ نفر از آنها اجازه ساخت گرفتند، ۱۳ نفر تجدید شدند و بیشتر آنها اکنون از بین رفته‌اند. کل هزینه این کار چیزی در حدود ۳۰۰ تا ۴۰۰ میلیون دلار است، که طبق گفته اسپیسی، معامله نتفلیکس برای House of Cards بسیار مقرون به صرفه بود. هزینه اشتراک نتفلیکس همچنین نیازی به تبلیغات تجاری را از بین می‌برد، بنابراین آنها نیازی به دلجویی از تبلیغ کنندگان برای تأمین بودجه محتوای اصلی خود ندارند، مدلی مشابه خدمات تلویزیونی پولی مانند HBO و Showtime.
مدل نتفلیکس همچنین انتظارات بینندگان را تحت تأثیر قرار داده‌است. طبق یک نظرسنجی در سال ۲۰۱۳ نیلسن، بیش از ۶۰ درصد آمریکایی‌ها گفتند که نمایش‌های خود را زیاد تماشا می‌کنند و تقریباً از هر ۱۰ آمریکایی ۸ نفر از این فناوری برای تماشای برنامه‌های مورد علاقه خود بر اساس برنامه خود استفاده کرده‌اند. نتفلیکس با تأیید تغییر عادات بیننده، با در دسترس قرار دادن کل فصل به انتشار محتوای اصلی خود ادامه داده‌است. این کار به مخاطبان اجازه می‌دهد به جای فقط یک قسمت در هفته، در یک زمان مشخص، قسمت‌ها را در زمانی که خودشان انتخاب می‌کنند تماشا کنند. این امر به‌طور مشترک به مشترکان خود آزادی و کنترل می‌دهد که چه زمانی می‌توانند قسمت‌های بعدی را با سرعت خود تماشا کنند.

## در ایران
سامانهٔ نتفلیکس در ایران مسدود است. این وبگاه تا پیش از سال ۱۳۹۴ از سمت ایران فیلتر نبود. اما به دلیل تحریم‌ها علیه ایران محتوای خود را برای ایرانیان مسدود کرده بود. در ۲۰۱۶ میلادی مدیران نتفلیکس که تا آن زمان با ۶۰ کشور جهان همکاری داشتند اعلام کردند که ۱۳۰ کشور دیگر از جمله ایران نیز به فهرست خدمات‌گیرندگان این سرویس افزوده شده‌اند. گروهی در ایران از این تصمیم نتفلیکس انتقاد کردند؛ زیرا باور داشتند که محتوای بسیاری از فیلم‌ها و سریال‌های این شبکه با توجه به قوانین موجود در ایران قابل پخش نیست و همچنین رقیب جدی برای شبکه‌های نمایش خانگی ایرانی، مانند فیلیمو و نماوا خواهد بود. نتفلیکس بلافاصله پس از آن‌که دسترسی به محتوای خود را برای ایران باز کرد فیلتر شد و هم‌اکنون تنها به‌وسیلهٔ فیلترشکن قابل دسترسی است.